# Meihuaquan
Il Meihuaquan (pinyin) 梅花拳, mei hua ch'uan (in Wade-Giles), (traducibile con Pugilato del Fiore di Prugno) è uno stile di arti marziali cinesi che conta numerose ramificazioni sia nel nord che nel sud della Cina. Tra queste sono famosi il Ganzhi Wushi Meihuazhuang (干支五势梅花桩) grazie all'opera del Maestro Han Qichang che lo ha insegnato a Pechino ed il Baijiazhi Meihuaquan 白家支梅花拳 che è stato reso popolare in Italia dal maestro Zhang Zuyao (张祖堯). Il Meihuaquan è considerato a volte uno stile interno e a volte uno stile esterno, ma a Nanchino durante l'esperienza dello Zhongyang Guoshu Guan e di seguito negli ambienti marzialisti di Taiwan era classificato come Changquan.
Meihuaquan è anche un nome molto comune nelle arti marziali cinesi dove in svariati stili va ad indicare un Taolu.

## I rami del Meihuaquan
Il Meihuaquan è uno stile estremamente diffuso e nel corso della sua storia si è frammentato in numerosi rami secondari, tanto che in alcuni casi è oggi difficile risalire per tutti gli stili con questo nome ad un'origine comune. Sicuramente collegati sono il Ganzhi Wushi Meihuazhuang, il Luodi Meihuaquan, il Baijiazhi Meihuaquan, il Meihua Changquan ed il Shangcheng Meihuaquan.

## Ganzhi Wushi Meihuazhuang
Il Ganzhi wushi meihuazhuang 干支五式梅花桩 (traducibile in italiano come "Pali del Fiore di Prugno con 5 figure e tronchi e rami") è una branca dello stile Meihuaquan. Il nome viene sovente abbreviato dai praticanti in Meihuazhuang ed è a sua volta una abbreviazione di Tiangan Dizhi Wushi Meihuazhuang.

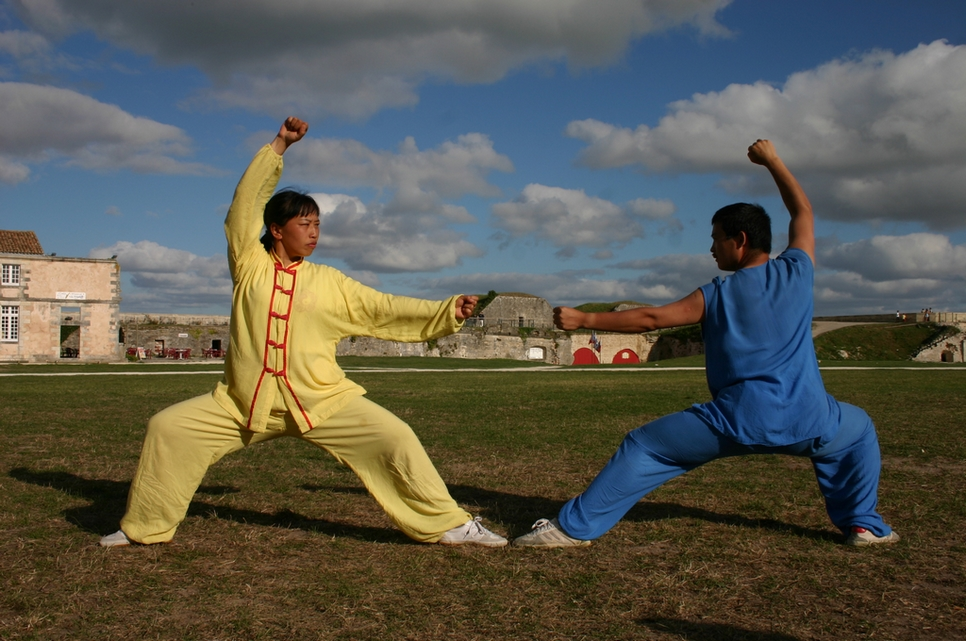
Dashi大式 (势): posizione collegata al metallo.

A partire dalla ottava generazione, il maestro Zhang Congfu ha creato una nuova variante dello stile e nell'area dell'Hebei, soprattutto attorno a Pingxiang, Weixian e Guangzong, fino a Liaocheng e Liangshan in Shandong, questa pratica ha preso il nome di Xiaojia in contrapposizione a tutte le pratiche precedenti che prendono il nome di Dajia.
Il Meihuazhuang si divide in due settori:
Il Wenchang, che raggruppa gli aspetti teorici, filosofici ed artistici dello stile;
il Wuchang, che insegna il Wugong, la tecnica marziale, che nel ramo Xiaojia si compone del Jiazi, degli Shoutao, del Chengquan, di Yingquan, del Gongquan, del Ningquan, oltre agli esercizi con le armi e al Qigong (lavoro sull'energia interna).
Nell'immagine i maestri Yan Yan e Ren Junmin eseguono la figura Dashi

### 5 stadi di allenamento del Wugong
Secondo Han Jianzhong l'allenamento si divide in 5 stadi (五个主要阶段, wu ge zhuyao jieduan):
- Primo stadio (detto Kaishi Jieduan, 开始阶段, cioè Fase Iniziale): periodo di stretching con l'obiettivo di migliorare l'elasticità;
- Secondo stadio: vengono utilizzati i Jibengong (allenamenti di base) ed il Jiazi (“costruzione del quadro”, la sequenza di base). Il Jiazi è ancora ad uno stadio semplificato detto La Jiazi (拉架子, portare alla struttura). Questa fase porterà rapidamente il praticante ad acquisire abilità, resistenza, agilità, velocità; il fisico diviene forte ed in salute, in questo stadio si raggiungono i Liuhe (六合, Sei coordinazioni)
- Terzo stadio: è lo stadio del Chengquan (“lavoro sui pugni per avere successo”). Si allena in due in vista del combattimento “reale”. Il Chengquan è anche chiamato Da Chengquan (打成拳, che può essere reso in italiano o come essere coinvolti nel pugilato oppure con Pugilato del conseguimento del battersi). In questo stadio si inizia ad entrare nello spirito di combattimento con regole e movimenti prefissati. Questi sono esempi di esercizi prefissati che si utilizzano in questa fase: Chengquan Duida Shi Da Shou (成拳对打十大手, dieci grandi mani che si battono in coppia nel pugilato del diventare); Chengquan Duida Shi Xiao Shou (成拳对打十小手, dieci piccole mani che si battono in coppia nel pugilato del diventare); Tou Shou Wu Da (头手五打); Liu Zhong Kua Da (六种胯打); Shi Zhong Lianhuantui Ji Duilian (十种连环腿击对练, esercizio in coppia del battersi con 10 tipi di tecniche di gambe continue); Liu ba zong na Taolu (六把总拿套路); ecc. In questa fase si iniziano a studiare i principi fondamentali del combattimento libero.
- Quarto stadio: Yingquan (“lavoro sul pugilato della vittoria”). Due avversari si confrontano (oppongono) in combattimenti. Lo Yingquan è anche chiamato Da Yingquan (打赢拳).
- Quinto stadio: è la fase del Gongquan (攻拳, “Pugilato del successo”) o del Ningquan (宁拳, “Pugilato della preferenza”). Non vi è un limite di tecniche né nel numero degli avversari.

### I Fondamentali
Five Ganzhi Meihuazhuang Techniques indica cinque lavori fondamentali:
- 1. in Inglese viene reso con il Lavoro della Testa, mentre nella parte in Cinese viene utilizzato  Testa (頭T, 头S,  tóu P,  T'ou W) nel paragrafo e  Tecniche degli Occhi (眼法T, 眼法S,  yǎn fǎ P,  T'ou W);
- 2. in Inglese viene reso con il Lavoro delle mani, mentre nella parte in Cinese viene utilizzato unicamente la Tecnica delle Mani (手法T, 手法S,  shǒufǎ P,  Shou FaW);
- 3 in Inglese viene reso con il Lavoro dei Pugni, mentre nella parte in Cinese viene utilizzato unicamente la Tecnica dei Pugni (拳法T, 拳法S,  quánfǎ P,  Ch'uan FaW);
- 4 in Inglese viene reso con il Lavoro del Corpo, mentre nella parte in Cinese viene utilizzato la Tecnica del Corpo (身法T, 身法S,  shēnfǎ P,  Shen FaW);
- 5 in Inglese viene reso con il Lavoro dei Piedi, mentre nella parte in Cinese viene utilizzato nei titoli la Tecnica dei Passi (步法T, 步法S,  bùfǎ P,  Pu Fa W) e nel paragrafo Piedi (腳T, 脚S,  jiǎoP,  Chiao W), infatti vengono inglobati in questa voce i Fondamentali di Passi (Bufa) ed i Fondamentali di Gambe (Tuifa).

#### Atteggiamento delle Mani
Vari autori hanno descritto l'atteggiamenti delle Mani (Shouxing 手型) del Ganzhi Wushi Meihuazhuang. Questo un breve elenco dedotto:
| IDEOGRAMMI | Nome in Pinyin | Nome in italiano           |
| 1拳        | Quan           | Pugno                      |
| 2柳叶掌    | Liuhezhang     | Palmo a foglia di salice   |
| 3虎爪掌    | Huzhao         | Palmo ad Artiglio di tigre |
| 4勾子手    | Gouzishou      | Mano ad Uncino             |

Il testo Meihuaquan Xunlian Jiaocai, oltre ad alcuni atteggiamenti già elencati, aggiunge anche Bazizhang (八字掌, Palmo ad Ideogramma Otto), Jianzhi (剑指, Dita a Spada), Dan Zhiding (单指顶), ecc.
Yan Zijie divide gli Atteggiamenti delle Mani che chiama semplicemente Shou (手, Mani) in: Zhang (掌, Palmi) e Quan (拳, Pugni).
Del Palmo, ovvero delle Tipologie di Palmo, Yan Zijie dice Cinque dita tese ed impetuose, lo spazio tra pollice ed indice arrotondato (Wuzi Nuzhang, Hukouyuan 五指怒张,虎口圆), per descriverne l'aspetto.

##### Tipologie di Pugno
| IDEOGRAMMI | Nome in Pinyin | Nome in italiano                          |
| 1俯拳      | Fuquan         | Pugno con il palmo rivolto verso il basso |
| 2立拳      | Liquan         | Pugno diritto                             |
| 3仰拳      | Yangquan       | Pugno con il Palmo rivolto verso l'alto   |

Anche nel testo Meihuaquan Xunlian Jiaocai si riporta tale distinzione ma i vari atteggiamenti sono chiamati rispettivamente Yinquan (阴拳), Yangquan (阳拳), Yinyangquan (阴阳拳).

#### Atteggiamento delle Posizioni
Alcuni degli atteggiamenti delle Posizioni (Buxing 步型) del Meihuazhuang sono comuni, per esempio:
- Passo ad Arco (弓步T, 弓步S,  gōngbùP,  Kung Pu W);
- Passo del Cavaliere  (馬步T, 马步S,  mǎbùP,  Ma Pu W);
- Passo Scivolato (仆步T, 仆步S,  pūbùP,  P'u Pu W);
- Passo Puntato nel vuoto (虛點步T, 虚点步S,  xūdiǎnbùP,  Hsu Tian Pu W) che corrisponde a Xubu (虚步);

Altri sono caratteristici:
- Passo su un'Unica Fila (雁行步T, 雁行步S,  yànxíngbùP,  Yan Hsing Pu W) che è molto simile a Banmabu (半马步);
- Passo ad Ideogramma Ding (丁字步T, 丁字步S,  dīngzìbùP,  Ting Tzu Pu W), che nonostante corrisponda a Dingbu (丁步), viene praticato con la gamba puntata molto aperta, mentre nella classica posizione del Wushu, la gamba appuntata è chiusa di fianco all'altra[10];

##### Tecniche degli Spostamenti
Questo è un elenco di Spostamenti fondamentali prodotto da Lu Gongli:
- Passo Veloce Frontale (前疾步T, 前疾步S,  qiánjíbùP,  Ch'ian Chi Pu W);
- Passo Veloce indietro (後疾步T, 后疾步S,  hòu jíbùP,  Hou Chi Pu W);
- Passo che si Raccoglie e si Apre (抽撒步T, 抽撒步S,  chōusābùP,  Chou Sa Pu W);
- Passo della Gamba furtiva (偷腿步T, 偷腿步S,  tōutuǐbùP,  T'ou T'ui Pu W);
- Passo del Cambio di Balzo (顛換步T, 颠换步S,  diānhuànbùP,  Tian Huan Pu W);
- Passo del Balzo di Gamba (顛腿步T, 颠腿步S,  diāntuǐbùP,  Tian T'ui Pu W).

#### Tecniche di Gambe
Questo elenco di Tecniche di Gambe è dedotto da Meihuaquan Xunlian Jiaocai nel paragrafo intitolato Allenamento dei Fondamentali delle Tecniche di Gambe (Tuifa Jiben Lianxi, 腿法基本练习):
| IDEOGRAMMI | Nome in Pinyin | Nome in italiano                  |
| 1正踢腿    | Zhengtitui     | Gamba che calcia frontalmente     |
| 2侧踢腿    | Cetitui        | Gamba che calcia lateralmente     |
| 3十字腿    | Shizitui       | Gamba incrociata                  |
| 4外摆腿    | Waibaitui      | Gamba che oscilla verso l'esterno |
| 5里合腿    | Lihetui        | Gamba che chiude internamente     |
| 6弹腿      | Tantui         | Gamba lanciata                    |
| 7铲腿      | Chantui        | Gamba che sradica                 |
| 8蹚腿      | Tangtui        | Gamba che sarchia                 |
| 9前蹬腿    | Qian Dengtui   | Gamba che calpesta frontalmente   |
| 10后蹬腿   | Hou Dengtui    | Gamba che calpesta posteriormente |
| 11后撩腿   | Houliaotui     | Gamba sollevata posteriormente    |

### Il Jiazi

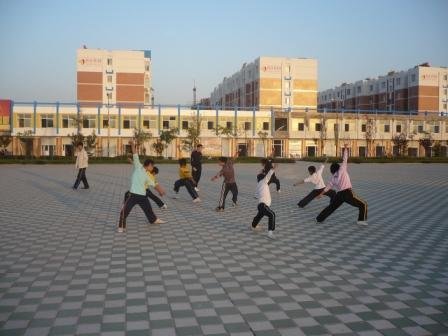
Gruppo di Meihuaquan durante la pratica del Jiazi in Shunshi

Jiazi (架子S,  jiàziP,  Chia tzu W, lett. "struttura, telaio") è un termine delle arti marziali cinesi che nel Ganzhi Wushi Meihuazhuang indica una sequenza di base che si sviluppa in otto direzioni. Una caratteristica preminente è la presenza di 5 figure, i Wushi 五式, alternate a movimenti fluidi, gli Xingbu (行步).
Il Jiazi non può essere considerato come una forma fissa, perché la sua teoria e la sua pratica contengono a volte una parte variabile ed una immutabile, ciò significa che il praticante ha una certa libertà, a condizione di rispettare le regole della pratica. A causa della sua profondità e della sua concretezza, il Jiazi può essere praticato facilmente da tutti. L'originalità del Meihuaquan è sicuramente la pratica Faccia a Faccia, in coppia, in quattro e poi in cerchio, che fanno beneficiare a tutti dell'energia collettiva. Questa maniera di allenarsi non si incontra in alcun'altra arte marziale. È specifica del Meihuaquan. Dopo un certo tempo, ciascun praticante può applicarsi in funzione della sua condizione fisica eseguendo un mezzo ciclo di Jiazi, un ciclo completo o due cicli. La durata d'esecuzione di un ciclo completo si realizza circa in 30-40 minuti.

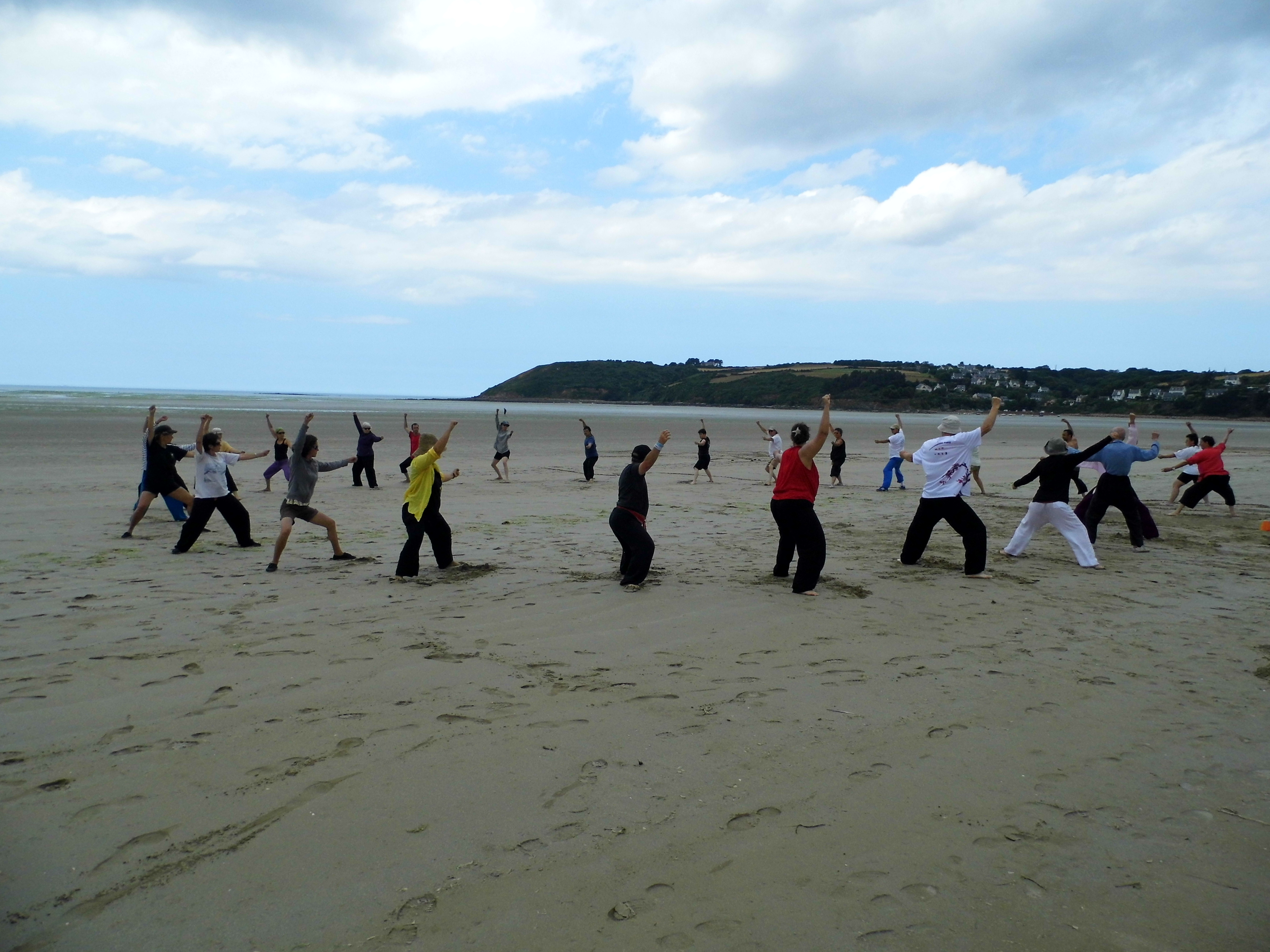
Pratica "en Cercle" in Bretagna

#### I Wushi
Wushi (五式 cinque modelli) o Wushi (五势 cinque figure o cinque forze) è un termine delle arti marziali cinesi ed in particolare dello stile Meihuaquan. I Wushi sono delle posture che vengono praticate all'interno del Jiazi del Meihuaquan e che vengono mantenute per alcuni cicli respiratori (3-5). Hanno una corrispondenza con i Wuxing (i 5 elementi / agenti della filosofia tradizionale Cinese)
Essi sono:
Dashi (大势, grande figura): corrisponde al Metallo e quindi al polmone, simboleggia la montagna
Shunshi (顺势, figura che scorre): corrisponde all'acqua e ai reni, simboleggia il fiume
Aoshi (拗势, figura ritorta): corrisponde al legno ed al fegato, simboleggia l'albero
Xiaoshi (小势, piccola figura): corrisponde al fuoco ed al cuore, simboleggia una fiamma
Baishi (败势, figura sconfitta): corrisponde al la terra e alla milza, simboleggia l'unione tra cielo e terra.
Queste figure sono un tipo di Zhuangbu (posizioni palo).
- Dashi è anche detto la fenice guarda verso il sole (丹鳳朝陽T, 丹凤朝阳S,  dānfèngcháoyáng P,  tan feng ch’ao yang W)
- Shunshi è anche detto il grande Peng (un uccello mitologico) dispiega le ali (大鵬展翅T, 大鹏展翅S,  dàpéngzhǎnchì P,  ta P’eng chan ch’ihW)
- Aoshi è anche detto Erlang porta sulle spalle una montagna(二郎擔山T, 二郎担山S,  Èrláng dān shān P,  Erh lang tan shanW)
- Xiaoshi è anche detto la bertuccia sale sul ramo (獼猴攀枝T, 猕猴攀枝S,  míhóu pānzhīP,  mi hou p’an tzuW)
- Baishi è anche detto il tiranno si toglie l'armatura (霸王卸甲S,  bàwáng xiè jiǎP,  pa wang hsieh chiaW)

L'elenco di Du Junming differisce come ordine, come nomi ed anche come associazioni ai Wuxing: Shunshi 顺势, Aoshi 拗势, Cunshi 存势, Baishi 败势, Kuashi 挎势.
- Shunshi 顺势 è anche detto frusta singola in postura che scorre (順勢單鞭T, 顺势单鞭S,  shùnshìdānbiān P,  shun shi tan pien W) ed è associato al Metallo;
- Aoshi 拗势 è anche detto frusta singola in figura ritorta (拗勢單鞭T, 拗势单鞭S,  ǎoshìdānbiān P,  ao shi tan pienW) ed è associato al Legno;
- Cunshi 存势 (figura che nutre) è anche detto piccola figura (小勢T, 小势S,  xiǎoshì P,  hsiao shiW) ed è associato al Fuoco;
- Baishi 败势 è anche detto frusta singola in figura sconfitta (敗勢單鞭T, 败势单鞭S,  bàishìdānbiānP,  pai shi tan pienW) ed è associato all'Acqua;
- Kuashi 挎势 (figura del portare in spalla) è anche detto portare in spalla quattro ( 四挎T, 四挎S,  sìkuàP,  tzu k'uaW) ed è associato alla Terra[13].

#### Gli Xingbu
Gli spostamenti da una direzione all'altra avvengono utilizzando dei movimenti che seguono principalmente tre metodi: Zhafa o metodo di spostamento in avanti (扎法, che si pratica su una linea parallela alla linea di partenza); Baifa o metodo di oscillazione da un fianco all'altro (擺法, si pratica su una linea perpendicolare alla linea di partenza); Chefa, o metodo di spostamento indietro (撤法, si pratica su una linea in diagonale in rapporto alla linea di partenza).
Negli Xingbu l'allenamento consiste nel coordinare le differenti parti del corpo tra loro, l'interiore con l'esteriore, con un movimento leggero, rapido, naturale e continuo.

### Bafangbu
Il Meihuaquan ha come tecnica caratteristica un metodo di passi specifico per attaccare e difendersi detto Bafangbu (八方步, passi nelle otto direzioni), anche detti Qunbu (群步, gruppi di passi), o jiaoshou Renlu Zhan Qiao Fa (交手认路战巧法, metodo intelligente di combattimento corpo a corpo per conoscere la strada della guerra). Ci sono tre tipi di questi passi:
- Da Bafang (大八方, Grande Bafang), in cui il piede tocca dei punti in modo disordinato;
- Zhong Bafang (中八方, Bafang Medio), in cui il piede tocca il terreno in 5 punti;
- Xiao Bafang (小八方, Piccolo Bafang), in cui il piede tocca il terreno in tre punti.

### Gli Shoutao
Shoutao (手套S, shŏutàoP) genericamente nella lingua cinese vuol dire guanto. All'interno del Ganzhi Wushi Meihuazhuang viene ad indicare una serie di esercizi di base per la preparazione al combattimento ed all'autodifesa. Il maestro Yan Zijie racconta che il Meihuazhuang ha questi esercizi in comune con lo Shaolinquan, in effetti essi hanno molti punti in comune con esercizi di vari stili di arti marziali cinesi del Nord. Ogni Shoutao possiede un proprio nome (i nomi e la loro sequenza sono presi dai testi di Han Jianzhong e Lu Gongli che appaiono nella bibliografia):
- Zhuangbu dui pao san dian (桩步对刨三点, in posizione saldamente ancorata al terreno scavare in coppia tre punti)
- Shang xia chui lianxi (上下捶, percuotere alto e basso)
- Aoshi chui (拗势捶, percuotere in posizione ritorta)
- Tan gen (弹根, sradicare)
- Si fanshou (四反手, quattro manrovesci)
- San chui wu dian (三捶五点, tre percosse cinque punti)
- San jiao mao (三角矛, tre zampate del gatto)
- Suo shou (锁手, serrare le mani)
- Mihun ba zhang (迷魂巴掌, palmi che confondono)
- Shizi chui (十字捶, percuotere incrociato)
- Zhe gu chui (折骨捶, percuotere per rompere le ossa)
- Ba fanshou (八反手, otto manrovesci)
- Ba zhang tao (巴掌套, serie di palmi)
- Wei shen zhang (围身掌, palmi che avvolgono il corpo)
- Simen dou (四门斗, lottare nelle quattro porte)
- Tong xiu chui (通袖捶, percuotere con le maniche libere)
- Liu ba zhong na fa (六把种拿法, metodo di afferrare in sei specie di impugnature)

### Chengquan
Il pugilato del diventare (成拳T, 成拳S,  chéngquánP, ch'eng ch'uanW) è un metodo più avanzato, costruito sulla base del Jiazi, che si pratica in coppia. I suoi movimenti lo fanno assomigliare ad un combattimento, ma non ci sono né vincenti né perdenti. Per la coordinazione dei movimenti tra due persone questo esercizio favorisce la sensibilità e la capacità di osservazione dei praticanti e rinforza lo scambio di Qi e di Shen tra i due praticanti e la natura. Consiste in una fase preparatoria al combattimento e a un processo di realizzazione de «L'arte della guerra» di Sun Wuzi (Sun Tzu). Il Chengquan comporta come il Jiazi differenti cambiamenti di esecuzione nelle differenti direzioni spaziali. Comprende diversi metodi come Bafang, Shoutao, Nafa, Shuaijiao, ecc.
Il Chengquan può contenere 10 tecniche dette dieci grandi mani (十大手T, 十大手S,  shídàshǒu P,  shi ta shou W). Applicazioni interessanti ai fini dell'autodifesa, esse sono:
- sbilanciare (挑T, 挑S,  tiāo P,  t’iao W) e penetrare (進T, 进S,  jìn P,  chin W);
- afferrare (抓T, 抓S,  zhuā P,  chua W) e trattenere (拿T, 拿S,  ná P,  na W);
- girare la mano (背手T, 背手S,  bèishǒu P,  pei shou W);
- squarciare (撕T, 撕S,  sī P,  si W) e portare via a forza (擄T, 掳S,  lǔ P,  lu W) la testa (頭T, 头S,  tóu P,  tou W);
- gamba piegata (曲腿T, 曲腿S,  qūtuǐ P,  ch’u t’ui W);
- lasciare la gamba (叫腿T, 叫腿S,  jiàotuǐ P,  chiao t’ui W) e gamba che spacca (劈腿T, 劈腿S,  pǐtuǐ P,  pi t’ui W);
- sollevare la gamba (撩腿T, 撩腿S,  liāotuǐ P,  liao t’ui W);
- lasciare la gamba (叫腿T, 叫腿S,  jiàotuǐ P,  chiao t’ui W) e gamba che sobbalza (顛腿T, 颠腿S,  diāntuǐ P,  tian t’ui W);
- gamba che piomba (si tuffa) (撲腿T, 扑腿S,  pūtuǐ P,  pu t’ui W);
- gamba al fianco (胯腿T, 胯腿S,  kuàtuǐ P,  k’ua t’ui W).

### Yingquan
Lo Yingquan (赢拳, pugilato del vincere) è un esercizio in coppia del Ganzhi Wushi Meihuazhuang in cui si dimostra chi dei due praticanti è migliore nel muoversi secondo le strategie del Meihuaquan. Non ci sono sequenze prestabilite. C'è un continuo adattamento degli spostamenti tra i due contendenti, con l'obiettivo di trovare il tempo per poter attaccare in modo che l'altro non possa sfuggire.

### Le armi del Meihuazhuang

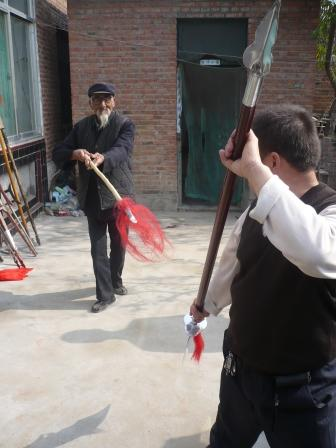
Alabarda contro Lancia a Liangshan.

#### Le armi comuni
Le armi di base dello stile sono: il Qipan Daqiang (棋盘大枪, grande lancia dello scacchiere) ed il Chunqiu Dadao (春秋大刀, alabarda delle primavere e degli autunni). Altre armi correntemente utilizzate sono: dandao (sciabola), qiang (lancia), jian (spada); ji (lancia a croce), fǔ (ascia), yue (scure d'arme), guai, ecc.

#### Le armi inusuali
Nelle campagne, in special modo nell'area di Pingxiang e Guangzong, vengono anche utilizzate delle armi insolite che riunite vanno a comporre una specie di "carriola".
Tra esse elenchiamo: Tangpa (镗耙, tridente), Yanchi Tang (燕翅镗, tridente ad ali di rondine), Lanma Jue (燕翅镗, redini in legno), Tiji (提戟), Wenbang (文棒, mazza civile), Wuhu Shengou (五虎神钩, spada uncinata magica delle 5 tigri), Chengxiang Guai (沉香拐, gruccia dal profumo grossolano), Huping Guai (虎平拐, gruccia che rende la tigre tranquilla), Liuxing Guai (流星拐, gruccia meteora), Jiuhuan Xizhang (九环锡杖, vanga in stagno e nove anelli), Fangbian Chan (方便铲, comoda impugnatura), Nanyang Cha (南阳叉, forca del sole del sud), Fenghuo Lun (风火轮, anelli del vento e del fuoco), ecc.
Come altre cose, anche questo oggetto è attribuito a Zou Hongyi:
(Le armi nel Meihuaquan)

#### I Duilian con armi
Il Meihuazhuang possiede anche numerosissime sequenze in coppia (Duilian e Duida) dell'utilizzo delle armi: mani nude contro pugnale (空手夺匕首, Kongshou duo bishou), mani nude contro lancia (空手夺枪, Kongshou duo qiang), mani nude contro Dao (空手夺刀, Kongshou duo dao), doppi pugnali contro la lancia del fiore (双匕首对花枪, Shuang bishou dui huaqiang), sciabola e gruccia contro lancia del fiore (单刀拐对花枪, dandao guai dui huaqiang), shuangdao contro lancia (), coppia di grucce contro lancia, forca-tridente contro alabarda, combattimento di Wuhu Shengou, combattimento di bastoni (对劈杆子, Dui pi ganzi), combattimento di grandi bastoni (大杆子对扎, Da ganzi dui zha), combattimento di sciabole (), Chenxiang Guai contro lancia del fiore, combattimento di coppie di grucce (对劈双拐, Duipi shuang guai), ecc.

## Baijiazhi Meihuaquan
Il Baijiazhi Meihuaquan 白家支梅花拳 è un ramo dello stile Meihuaquan praticato nel Sud Ovest della Provincia di Shandong in Cina, la cui nascita è dovuta al Maestro Bai Jindou (白金斗, Pai Chin-tou in Wade-Giles) da cui prende il nome. La struttura di base di questo ramo del Meihuaquan si chiama Meihuaquan laojia, ma in Italia è conosciuta con il nome di "5 shaolin" in quanto scuola del nord, appartenente allo Shaolin, cioè alle arti marziali esterne. A Taiwan la scuola ha preso il nome di "Beipai Shaolin Meihuaquan" 北派少林梅花拳 o "Meihuamen 梅花门". Praticanti importanti di questa branca di Meihuaquan sono stati Wu Tipang, Zhang Wuchen, Chang Dsu Yao, Wang Songyuan, Wang Shouyi, Jia Longsheng, Yang Shiwen, ecc.
Il Baijiazhi Meihuaquan è anche un esempio del Dajia di cui parlavamo sopra.
Questa è un'interpretazione sulla nascita del Baijiazhi e sul ruolo di Bai Jindou:
Nella sua storia ha avuto 3 diramazioni：la prima è il Ganzhi Meihuaquan (幹支梅花拳), che dà risalto al qinggong (輕功, la forza lieve);utilizza come cardine la simmetria destra e sinistra delle 5 figure-forza (Da, Shun, Ao, Xiao e Bai); la destra e la sinistra si scambiano reciprocamente，come l’energico aprirsi del Fiore di Prugno. La seconda è il Luodi Meihua (落地梅花), che dà importanza al Dipan Dafa (底盤打法, metodo per colpire il telaio). La terza diramazione è il Zhongxin Meihua (中心梅花), che pone enfasi sul Tuifa (腿法, metodo dei calci) e sullo Shuifa (摔法, metodo delle cadute). Il Baijiazhi (白家支, Ramo della famiglia Bai) ad un certo punto ritornò a unire il Ganzhi Meihua (幹支梅花) e contemporaneamente ad assimilare la quintessenza del Luodi (落地) e dello Zhonxin Meihua (中心梅花), riuscendo a cogliere l’aspetto peculiare di questo tipo di pugilato.»
(Meihuaquan)
Come Struttura di Base il Baijiazhi utilizza la Struttura Antica del Pugilato del Fiore di Prugno (梅花拳老架S,  méihuāquán lǎojiàP,  mei hua ch'uan lao chia W), ma vengono anche insegnate altre due forme ricavate da questa: la Struttura Fiorita del Fiore di Prugno (梅花拳花架S,  méihuāquán huājiàP,  mei hua ch'uan hua chia W) e la Nuova Struttura del Pugilato del Fiore di Prugno (梅花拳新架S,  méihuāquán xīnjiàP,  mei hua ch'uan hsin chia W)

### Meihuaquan Laojia
La Struttura Antica del Pugilato del Fiore di Prugno (梅花拳老架S,  méihuāquán lǎojiàP,  mei hua ch'uan lao chia W) è il Jiazi del Baijiazhi Meihuaquan. Questa forma si compone di due metà pressoché identiche, che insieme vanno a riprodurre otto direzioni spaziali. Ognuna di queste metà è divisa in quattro Duan (parti) che corrispondono alle direzioni spaziali. Anche in questo ramo esistono 5 shi, ma non sono disposti in maniera sequenziale così chiara come nel Ganzhi Wushi Meihuazhuang Xiaojia. Il ritmo della forma è molto particolare alternando movimenti circolari veloci a movimenti lenti in cui si può controllare la respirazione. Come il Jiazi della Xiaojia può essere eseguita in coppia faccia a faccia, o sul cerchio da un gruppo di persone che si osservano reciprocamente.
La prima metà di questo esercizio a Taiwan è stata divisa in 5 Duan e ridotta della parte finale di raccordo con la seconda metà.

### I Duilian a mano nuda
Il termine che viene utilizzato per definire tali esercizi è Duida (對打). Nel lavoro in coppia vengono distinte due categorie: Quanjiao lei (拳腳類, categoria che utilizza piedi e pugni) e Ditang lei (地膛類, categoria che utilizza le cadute). Nelle rispettive categorie sono inseriti vari esercizi che vengono nominati ed insegnati secondo un numero progressivo di tecniche che contengono. A questi esercizi in coppia seguono esercizi che aumentano progressivamente il numero degli avversari e contengono mescolate le applicazioni studiate in coppia nelle due categorie precedenti. In seguito si studiano i Meihua Zhen Gong Fang (梅花陣攻防, lavori di difesa delle linee strategiche del Fiore di Prugno).
In ognuno di questi Duilian sono inserite delle applicazioni di Qinna.

#### I Duida della Categoria delle Tecniche di Pugno e di Piede
Nella categoria Quanjiao troviamo: Liu chui (六捶, sei percosse), in questo esercizio vengono utilizzate prevalentemente tecniche di pugno e di palmo, con attacchi e difese a punti del busto e della testa; Ba chui (八捶, otto percosse), in cui prevalgono colpi con il palmo, utilizzo della forza dell'avversario e contrattacchi difficilmente prevedibili contrastati da schivate veloci; Shi chui (十捶, 10 percosse), che contiene applicazioni di tecniche combinate di mani, piedi e gomiti, l'azione di attacco è fluida ed incalzante; Shier chui (十二捶, 12 percosse), che allena le applicazioni delle tecniche dei pugni, dei palmi e di gambe, concentrandosi sulla velocità di esecuzione che deve essere molto sostenuta; Shisi chui (十四錘, 14 percosse), che applica congiuntamente tecniche di pugno, palmo, gambe e gomiti; Shiliu chui (十六捶, 26 percosse), che applica congiuntamente tecniche di pugno, palmo, gambe e gomiti, come la serie precedente; Shiba chui (十八捶, 18 percosse), che vuole allenare l'applicazione e l'incremento della potenza fisica di Danfeijiao (單飛腳), Shuangfeijiao (雙飛腳), Xuanfengjiao (旋風腳); Ershi chui (二十捶, 20 percosse), in cui si allenano i movimenti applicativi di attacco e di difesa di Titui (踢腿), Dengtui (蹬腿), Tantui (彈腿).

#### I Duida della Categoria delle Tecniche di Rotolamento
Nella categoria dei Ditang ci sono: Wu tui (五腿, cinque tecniche di gambe), in cui prevale l'utilizzo di tecniche di caduta; Qi tui (七腿, sette tecniche di gambe), in cui chi attacca utilizza Dan Feijiao (單飛脚) per colpire dei punti della testa, del torace e dell'addome, chi difende reagisce con dei rotolamenti da cui si rialza portando dei colpi che seguono una linea ascendente diagonale che spiazza le normali difese; Jiu tui (九腿, nove tecniche di gambe), questo esercizio allena la capacità di sottrarsi ai colpi; Shiyi tui (十一腿, 11 tecniche di gambe), che allena l'applicazione di Guatui (掛腿), Putui (仆腿), Cetui (側腿), Hou Tantui (後彈腿) e Chaoye Puhu (超越撲虎); Shisan tui (十三腿, 13 tecniche di gambe), allena l'applicazione congiunta di cadute e movimenti marziali; Shiwu tui (十五腿, 15 tecniche di gambe), allena l'applicazione congiunta di cadute e movimenti marziali, come il precedente esercizio; Shiqi tui (十七腿, 17 tecniche di gambe), che allena le applicazioni delle cadute (Ditang) che richiedono il più alto grado di abilità e la varietà di risposte ad attacchi reali; Shijiu tui (十九腿, 19 tecniche di gambe), che allena l'applicazione congiunta di movimenti marziali e cadute e l'incremento della potenza fisica.

#### I Duida contro più avversari
Nel Baijiazhi è previsto lo studio di quattro tipologie di allenamento in cui si simula il combattimento di un praticante contro due, tre, quattro e cinque avversari. Queste quattro tipologie di esercizi sono chiamate:
- Erlong Xizhu (二龍戲珠, Due draghi giocano con una perla), che prevede che una persona debba fronteggiare la forza di due avversari, che utilizzano tecniche di pugno, di piede, di palmo, di gomito e di rotolamento;
- San Ying Zhan Bu (三英戰布, Tre eroi diffondono la guerra), in cui una persona si difende da altre tre, utilizzando forza fisica, agilità e abilità applicativa;
- Si Chang Chu Ba (四強除霸, Quattro potenti depongono il tiranno), in cui una persona viene messa alla prova dall'attacco di quattro, esercizio che stimola l'agilità di una rapida risposta ad un attacco e lo studio degli attacchi in gruppo.
- Wuhu Tulong (五虎屠龍, Cinque tigri sbranano un drago[23]), che allena l'uso della forza e delle tattiche contro cinque avversari, incrementando ulteriormente l'agilità. Il praticante è pronto per il lavoro successivo.

#### Meihua Zhen Gong Fang
Il lavoro di difesa delle linee strategiche del Meihua (梅花陣攻防, Meihua Zhen Gong Fang) è il livello più alto di apprendimento nel Baijiazhi. Si tratta di un complesso metodo che studia 5 tipologie di strategia di attacco e di difesa in una situazione di guerra.
Queste le cinque tipologie:
(1) Yi Zuo Meihuazhen (一座梅花陣, prima costellazione della disposizione strategica del Fiore di Prugno), (2) Er Zuo Meihuazhen (二座梅花陣, seconda costellazione della disposizione strategica del Fiore di Prugno), (3) San Zuo Meihuazhen (三座梅花陣, terza costellazione della disposizione strategica del Fiore di Prugno), (4) Si Zuo Meihuazhen (四座梅花陣, quarta costellazione della disposizione strategica del Fiore di Prugno)， (5) Wu Zuo Meihuazhen (五座梅花陣, costellazione della disposizione strategica del Fiore di Prugno).

#### Il Combattimento Libero a mano nuda
Il combattimento libero è detto Sanshou (散手) o Ziyu Boji (自由搏击).
Si inizia a studiare contemporaneamente ai primi esercizi in coppia, cercando di applicare liberamente le tecniche apprese in modo più prefissato.

### Le armi del Baijiazhi

#### Le armi allenate individualmente
Queste sono le armi insegnate nell'ambito del Baijiazhi Meihuaquan di Taiwan: dandao (單刀), Qimeigun (齊眉棍, bastone delle sopracciglia)， qiang (槍, lancia)， shuangdao (雙刀, doppie sciabole)， Xiao shao gun (小哨棍, piccolo bastone della sentinella)， jian (劍)，Da shao gun (大哨棍, grande bastone della sentinella)， jiujie gangbian (九節鋼鞭, frusta di acciaio a nove sezioni, vedi jiujiebian)，liuxingchui (流星錘, dardo meteora), sanjiegun (三節棍, bastone in tre sezioni)， Meihua guai (梅花拐, stampelle del fiore di prugno)， Bishou (匕手, pugnali)， dadao (大刀, alabarda).

#### Le armi allenate in coppia
Questo è un elenco di Duilian di armi insegnate a Taiwan: dandao dui gun (單刀對棍, sciabola contro bastone)， shuangdao dui gun (雙刀對棍, doppia sciabola contro bastone), gun dui gun (棍對棍, bastone contro bastone)， dandao dui dandao (sciabola contro sciabola單刀對單刀), shuangdao dui shuangdao (雙刀對雙刀, doppia sciabola contro doppia sciabola)， bishou dui gun (匕手對棍, pugnali contro bastone)， Xiao shao gun dui gun (小哨棍對棍, piccolo bastone della sentinella contro bastone)， Da shao gun dui gun (大哨棍對棍, grande bastone della sentinella contro bastone)，gun dui guai (bastone contro stampelle, 棍對拐)， dandao dui guai (sciabola contro stampelle, 單刀對拐)，jian dui jian (劍對劍, spada contro spada)， sanjiegun dui gun (三節棍對棍, bastone a tre sezioni contro bastone)， dadao dui qiang (大刀對槍, alabarda contro lancia)， bian dui gun (鞭對棍, frusta contro bastone)， dandao dui qiang (單刀對槍, sciabola contro lancia)， shuangdao dui qiang (雙刀對槍, doppia sciabola contro lancia)， qiang dui jian (槍對劍, lancia contro spada)， Da shao gun dui qiang (大哨棍對槍, grande bastone della sentinella contro lancia)， sanjiegun dui qiang (三節棍對槍, bastone a tre sezioni contro lancia)， qiang dui qiang (槍對槍, lancia contro lancia).

#### Il combattimento libero con le armi
L'evoluzione di questo sistema prevede di mettersi alla prova in combattimenti liberi utilizzando i movimenti fondamentali appresi nei Duilian. Questo tipo di lavoro libero è detto Bingxie Sanda (兵器散打).

#### Gli esercizi in coppia di combattimento mano nuda contro armi
A Taiwan questi Duilian vengono considerati a parte e di un livello superiore: kongshou duo dao (空手奪刀, mani nude si impossessano della sciabola)， kongshou duo gun (空手奪棍, mani nude si impossessano del bastone)， kongshou duo bishou (空手奪匕手, mani nude si impossessano dei pugnali)， kongshou duo qiang (空手奪槍, mani nude si impossessano della lancia)， kongshou duo shuangdao (空手奪雙刀, mani nude si impossessano delle doppie sciabole)， kongshou duo jian (空手奪劍, mani nude si impossessano della spada)， kongshou duo Xiao shao gun (空手奪小哨棍, mani nude si impossessano del piccolo bastone della sentinella).

## Wuzi Meihuaquan
Il Wuzi Meihuaquan (武子梅花拳) è un ramo dello stile Meihuaquan.
Il nome è una abbreviazione di Sun Wuzi Chuanxin Meihuaquan (孙武子穿心梅花拳), che viene anche abbreviato in Sun Wuzi Meihuaquan (孙武子梅花拳) o Chuanxin Meihuaquan (穿心梅花拳), inoltre è anche chiamato Zhongxin Meihuaquan (中心梅花拳).
Il nome Wuzi Meihuaquan prende origine dal fatto che a livello leggendario i suoi praticanti fanno risalire lo stile a Sun Wuzi (孙武子), il celebre autore di Sunzi Bingfa (孙子兵法, L'arte della guerra di Sun Tzu) e dal fatto che a livello di strategia viene sempre ricercata la linea centrale (Chuanxin e Zhongxin).
Lo stile conta numerosi praticanti in Henan, Shandong e Hebei.
Il maestro più famoso di questo stile è stato Kou Yunxing (寇运兴).
- I Taolu principali di questo stile sono:

Shilu Tantui (十二路弹腿); Da Meihuaquan er lu e san lu (大梅花拳二、三路); Xiao Meihuaquan er lu (小梅花拳二路); Meihuadao (梅花刀); Meihua longxingjian (梅花龙形剑); Meihua qiang (梅花枪).

## Luodi Meihuaquan
Luodi Meihuaquan (落地梅花拳, Pugilato del Fiore di Prugno al suolo) è sia un nome generico per indicare lo stile Meihuaquan nel suo passaggio dalla pratica sui pali a quella eseguita sul terreno, sia il nome di un ramo del Meihuaquan stesso, riscontrabile in molti documenti e in molte testimonianze.
Ma con Luodi Meihuaquan si indica anche un ramo del Meihuaquan che possiede un Jiazi di base che viene chiamato Luodi Meihuaquan Bajiao (落地梅花拳八角), incastonato in un sistema che comprende 64 Taolu, di cui 10 sono Duilian (esercizi in coppia).
Un esponente famoso di questa scuola è stato Li Zhengting (李振亭) che l'ha trasmessa a moltissime persone nell'area di Peixian, in Jiangsu. Siccome in Peixian vi era un'altra scuola di Meihuaquan, il ramo insegnato da Li Zhengting, è chiamato Lipai Meihuaquan (李派梅花拳, scuola di Li di Meihuaquan).

## Leijia Meihuaquan
Il Leijia Meihuaquan (雷家梅花拳) è un ramo del Meihuaquan. Questa scuola deriva il suo nome dal fatto che dalla quinta generazione è stato praticato presso il villaggio Leijiacun per poi diffondersi nelle aree circostanti.
Questo ramo si ricollega chiaramente al Ganzhi Wushi Meihuazhuang, in quanto identifica nel proprio lignaggio Zhang Sansheng (anche qui considerato seconda generazione), che viene però chiamato Zhang Zhenshu (张朕书); inoltre Zou Hongyi è riconosciuto in Zou Zhigang (邹志刚), nonostante venga collocato alla quarta generazione anziché alla terza. Questo tipo di Meihuaquan si differenzia dal Ganzhi Wushi Meihuazhuang e dal Baijiazhi perché possiede 4 posture anziché alle cinque solite che sono: dashi, aoshi, xiaoshi e baishi. Dashi è grossomodo identica allo shunshi degli altri rami. L'atteggiamento delle mani durante la struttura di base (Jiazi) è quella del Palmo.

### Quattro Figure
Questo ramo utilizza Quattro Figure (四勢T, 四势S,  sìshìP,  Si Shi W) che sono Dashi, Aoshi, Xiaoshi, Baishi. Se confrontiamo le immagini delle figure che troviamo nell'articolo di Storti Enrico con quelle per esempio del libro Meihuazhuang, possiamo notare come il Dashi della famiglia Lei corrisponda piuttosto al Shunshi dell'altro ramo. In effetti poi la postura che non troviamo è proprio Dashi di Ganzhi Wushi Meihuazhuang.
A parziale disconferma l'articolo quánshī Liú Tài'ān zài Qīnglóngxiá yǎnshì méihuāquán wǔjià mostra cinque figure, che definisce Cinque Telai (五架T, 五架S,  wǔjiàP,  Wu Chia W). Esse sono: grande telaio (大架T, 大架S,  dàjiàP,  Ta Chia W), telaio orizzontale (橫架T, 横架S,  héngjiàP,  Heng Chia W), telaio che strappa (撕架T, 撕架S,  sījiàP,  Tsu Chia W), piccolo telaio (小架T, 小架S,  xiǎojiàP,  Hsiao Chia W), telaio sconfitto (敗架T, 败架S,  bàijiàP,  Pai Chia W). La figura che si aggiunge alle quattro citate sopra è héngjià che assomiglia a Dahushi del Baijiazhi Meihuaquan.

## Wuxing Meihuaquan
L'articolo Meihuaquan inserisce il Wuxing Meihuaquan 五行梅花拳 tra quattro scuole principali che posseggono questo nome. Sempre secondo questo articolo il Wuxing Meihuaquan avrebbe avuto origine in epoca Song all'interno della famiglia Yang (Yangjia 杨家) e si sarebbe diffuso nello Zhejiang e nell'Henan, in particolare in quest'ultima provincia, nelle contee di Gushi 固始 e di Shangqiu 商丘.
Tra gli esponenti più significativi ci sarebbero Yang Juren 杨居仁 e Wang Jiashun 王家顺.
Wu Shijun ne segnala la presenza a Datong con il nome di Shaolin Wuxing Meihuamen 少林五行梅花门.
Lo Shaolin Meihua Wuxingquan 少林梅花五行拳 è stato insegnato nel 1940 a Fengxian 丰县 da Qiū Bāngjié 邱邦杰 a Shǐ Xiàoduān史孝端 e a Zhū Xī'ēn 朱锡恩.

## Emei Meihuaquan
Le informazioni sull'Emei Meihuaquan (峨嵋梅花拳, pugilato del fiore di prugno della montagna Emei) sono molto scarse: si racconta che Zhou Beitao (周北涛) abbia creato un taolu con questo nome, che si compone di oltre 100 figure, dopo una lunga meditazione di fronte alle piante di Meihua; il libro “Zhongguo Wushu Renming Cidian 中国武术人名辞典” invece asserisce che Zhou avrebbe appreso il Meihuaquan ed il Taijiquan da Zhang Yimin (张镒民), nel 1930. Un articolo dal titolo Analisi Tecnica del Meihuaquan del Maestro Zhou Beitao spiega che tale Meihuaquan proviene dall'Hongquan (红拳) e fu presentato da Zhou come esempio delle arti marziali praticate nel Sud Ovest della Cina al Quánguó mínzú tǐyù yùndòng biǎoyǎnhuì 全国民族体育运动表演会 (Dimostrazione del movimento di educazione fisica delle minoranze nazionali) tenutosi a Pechino nel 1953.
Altre fonti citano un Sichuan Meihuaquan (四川梅花拳), senza però fornire altri dati che ci permettano di identificarlo con lo stile di Zhou Beitao.
Esistono poi svariate forme chiamate Meihuaquan all'interno degli stili che provengono dal Sichuan.

### Jingcheng Meihuapai
Un Meihuaquan del Sichuan è la  Scuola del Fiore di Prugno della Città Lussureggiante (菁城梅花派T, 菁城梅花派S,  jīngchéngméihuāpài P,  Ching Ch’eng Mei Hua P’ai W), questa scuola è praticata all'interno della HKCMAA (Hong Kong Chinese Martial Arts Dragon and Lion Dance Association).
Secondo Zhongguo Ge Pai Wushu Jianjie 中國各派武術簡介 questo stile appartiene alla Scuola Jingcheng (菁城派) del Jingchengshan (菁城山) nella provincia di Sichuan.
Elementi fondamentali del suo allenamento sono sue sequenze: Chuanhua Bazhang (穿花八掌) e Lianhuanzhang (連環掌).

### Emei Meihuaquan nel Sichuan Wushu Daquan
Nell'enciclopedia Sichuan Wushu Daquan viene segnalata una sequenza intitolata Emei Meihuaquan che si compone di 42 figure.

### Meihua Bashi
Sūn Lùtáng spiega che si ipotizza che le  Otto Figure del Fiore di Prugno (梅花八式T, 梅花八式S,  méihuābāshì P,  mei hua pa shi W) siano state create da Zhìgōng (志公, 418-514) un monaco Buddista. Questa scuola sarà poi conosciuta come  Scuola di Éméi (峨眉派T, 峨眉派S,  Éméipài P,  e mei p'ai W).

## Meihua Changquan
Meihua Changquan (梅花长拳S, méihuā chángquánP,  mei hua ch'ang ch’uan W, lett. "Pugilato Lungo del Fiore di Prugno") è il nome dato a Taiwan ad un ramo di Meihuaquan insegnato sull'isola da Han Qingtang, all'interno di un sistema più ampio che includeva anche altri pugilati del nord della Cina, per cui i suoi allievi che continuano a trasmettere il suo insegnamento lo chiamano o Changquan o Beishaolin. Han Qingtang apprese questo Meihuaquan a Jimo da Sun Maolin (孫茂林) e da Jiang Benhe (姜本河) due maestri originari di Liangshan.
Questo pugilato Meihua si compone di tre forme: Maifuquan (埋伏拳); Shizitang (十字趟); Taizu Changquan (太祖长拳).

### Il Maifuquan del Meihua Changquan
Il Maifuquan (埋伏拳S,  máifuquánP,  Mai fu ch’uan W, lett. "pugilato dello stare in agguato o pugilato del nascondersi") è una forma che nel sistema di Han Qingtang è collocata ad un livello medio, anche se considerata un lavoro di base al pari di Lianbuquan e Gongliquan. Non deve essere confusa con la forma di Chaquan con lo stesso nome. In origine nel Meihua Changquan esisteva una sola forma, che oggi è stata divisa in due per ragioni di opportunità che sono dette Yilu Maifuquan (一路埋伏) ed Erlu Maifuquan (二路埋伏). All'interno della forma ci sono molte formule che descrivono i colpi di pugno e di palmo: Mao cuan (貓竄, il gatto fugge), Gou shan (狗閃, il cane schiva), Tu gun (兔滾, il coniglio si allontana), Ying fan (鷹翻, l'aquila vira). Questa forma è caratterizzata da un utilizzo estremamente flessibile della colonna vertebrale, da alcune “camminate” particolari che vengono ripetutamente eseguite (come Xinbu). In alcuni punti la forza (Jing, 劲) si muove verticalmente sulla spina dorsale, come un'onda di energia che si arrotola verso la sommità della testa. Questa è una forma che contiene pochissimi movimenti ripetitivi, al contrario di quanto succede nella maggior parte degli stili di Wushu. Si compone di una sessantina di figure e coloro che apprendono questa sequenza si fermano mantenendo la figura, contando i propri cicli respiratori e “affondando” nel Dantian la propria energia interiore..

### Shizitang
Shizitang (十字趟S,  shí zì tàngP,  shih tzu t’ang W, lett. "viaggio dei 10 caratteri") è una forma del Meihua Changquan insegnato da Han Qingtang che si compone di una cinquantina di figure. È caratterizzato dall'utilizzo del fasheng (发声), l'emissione di due suoni: Heng (哼) e Ha (哈). Heng è spesso associato all'azione di battere i piedi, mentre il suono Ha è molto meno rumoroso, andando ad estrarre l'energia dalla parte più profonda del corpo. Il nome Shizi, si suppone sia dovuto all'utilizzo di 10 formule ritmate collegate all'allenamento, come ad esempio: Ti (踢, calciare), Da (打, colpire), Shuai (摔, cadere), Na (拿, afferrare), ecc. La forma Shizitang alterna alto e basso, destra e sinistra, favorendo grazie a questa alternanza l'elasticità dei muscoli, dei tendini e la mobilità delle articolazioni (anche la muscolatura, i tendini e le articolazioni che solitamente sono meno utilizzati), rendendo fluido lo scorrere dell'energia (Jing, 勁). Questa forma costringe il praticante ad affrontare simultaneamente da angoli opposti il movimento, l'energia, l'attenzione e l'intenzione. I movimenti sono particolari e le posture complicate. L'obiettivo è quello di allenare a indirizzare la consapevolezza e la potenza in tutte le direzioni possibili. Vi è una continua alternanza, molto marcata, tra movimenti in cui vi è una espressione di potenza e movimenti morbidi e fluidi.

### Taizu Changquan e Meihua Changquan
Taizu Changquan (太祖長拳T, 太祖长拳S,  tàizǔchángquánP, T’ai tsu ch'ang ch’uan W, lett. "pugilato lungo di Taizu") è un nome molto conosciuto nelle arti marziali cinesi.

Nel sistema trasmesso da Han Qingtang questa è la terza forma del Meihua Changquan.
Secondo Adam Hsu i nomi Meihua Changquan e Taizu Changquan verrebbero utilizzati quasi come sinonimi. La tecnica di questa sequenza di pugilato prevede l'utilizzo del Chansijing (纏絲勁, energia dell'avvolgere il filo di seta) lungo, medio e corto.

### Xiaowushou
Han Qingtang ha insegnato un solo Duilian (che viene detto Duida) di Meihua Changquan, lo Xiaowushou (小五手T, 小五手S,  xiǎowǔshǒuP, shao wu shou W, lett. "piccole cinque mani"). È un esercizio con pochi movimenti (cinque).

## Jiushui Meihua Changquan
Un altro pugilato rivendica il nome Meihua Changquan ed essendo anch'esso praticato nelle vicinanze di Jimo, nel distretto del Laoshan, in Shandong non possiamo fare a meno di associarlo a quello portato a Taiwan da Han Qingtang, personaggio che proveniva da quell'area: si tratta del Jiushui Meihua Changquan, cioè il  Pugilato Lungo del Fiore di Prugno dei Nove Fiumi (九水梅花長拳T, 九水梅花长拳S,  jiǔshuǐméihuāchángquánP, Chiu Shui Mei Hua Chang Ch’uan W). Il nome può essere abbreviato in Jiushuiquan(九水拳) o reso in una forma più lunga in Laoshan Jiushui Meihua Changquan (崂山九水梅花长拳). La gente della zona chiama questa scuola Kang Gala (炕旮旯).
La storia che tramandano i suoi praticanti è però differente da quella che viene ricordata a Taiwan, infatti essi asseriscono che questa Scuola è stata creata dai membri della famiglia Liu nell'area di Nan Jiushui (南九水) del Laoshan (崂山), per tenersi in forma e per difendersi. Si ritiene che esso abbia trecento anni di storia. A metà dell'epoca della Dinastia Qing questa scuola godeva di grande prosperità. Un membro della famiglia Liu di ottava generazione, Liu Yumen (刘玉门), visitò celebri maestri ed arricchì la scuola, mescolandovi nuove conoscenze e dando vita alle sequenze fondamentali dello stile.
Esso possiede tre sequenze:
- Piccole Gambe (小腿T, 小腿S,  xiǎotuǐP,  Hsiao T’ui W);
- Grandi Gambe (大腿T, 大腿S,  dàtuǐP, Ta T’ui W);
- Quattro Passi (四步T, 四步S,  sìbùP, Si Pu W).

Oggi lo stile è rappresentato da Liu Huazhong (刘华中), il quale racconta che esso è stato fondato tra il finire della Dinastia Ming e gli inizi della Dinastia Qing da Liu Yingyao (刘应尧). Egli spiega anche che lo stile poteva essere insegnato solo agli uomini, e non alle donne.

## Shangcheng Meihuaquan
Lo Shangcheng Meihuaquan (上乘梅花拳S, shàngchéng méihuāquánP,  shang ch'eng mei hua ch’uan W, lett. "Pugilato di ottima qualità del Fiore di Prugno") è un ramo di Meihuaquan insegnato nel Fujian da Wang Jincheng (王金城) al figlio Wang Ding (王鼎,1882-1985). Wang Jincheng apprese lo stile a sua volta dal proprio padre, Wang Zhenfu (王振富).

## Meihua Jie Quan
Il Meihua Jie Quan (梅花捷拳S, méihuā jié quánP,  mei hua chie ch’uan W, lett. "Pugilato Veloce del Fiore di Prugno") è uno stile di arti marziali cinesi considerato interno, sebbene lo si consideri una ramificazione della Scuola Shaolin. Han Kuisheng (韩愧生), un uomo dello Shandong, praticava questo pugilato e lo trasmise a Fu Xiushan (傅秀山) di Yucheng (禹城). Quest'ultimo ha scritto e dato alle stampe un libro dal titolo Jiequan Tushuo (捷拳图说) dove parla dello stile. Il Meihua Jie Quan emette i pugni come lo Xingyiquan, porta i colpi di palmo come il Baguazhang e possiede delle figure, come ad esempio Yunu Chuansuo (玉女穿梭) e Danbian (单鞭), identiche al Taijiquan. Esso possiede 5 Figure (Wushi) di base: Pi (劈), Tiao (挑), Shan (闪), Chong (冲), Xie (斜). Utilizza tre piani (Alto, Medio, basso) come metodo per l'agilità. La forma completa si compone di 48 figure, comprese la posizione di inizio e quella finale, ed è caratterizzata da 12 formule ritmate (十二字诀, Shier zi jue).

## Lo Shaomoquan, Ovvero Wang Xiangzhai ed il Meihuaquan
Tra i vari stili analizzati in una celebre intervista da Wang Xiangzhai, c'è anche il Meihuaquan che lui indica anche con il nome di Wushizhuang (五式桩, Cinque figure palo) ed afferma che all'epoca era diffuso in Henan e Sichuan. Quest'ultima affermazione è curiosa, perché il Meihuaquan era già allora presente in modo significativo nell'area di origine di Wang e a Pechino, dove egli ebbe delle dispute con Han Qichang e con i suoi discepoli. Non è dato sapere come mai Wang Xiangzhai abbia omesso di citare queste aree.
Il contatto più significativo con questo stile, Wang Xiangzhai lo ebbe nell'ambito del suo viaggio di ricerca attraverso la Cina: nel 1928 conosce e si lega in amicizia con il maestro Liu Pixian, dodicesima generazione di Meihuaquan, con cui scambia metodi e conoscenze. Dopo questa esperienza Liu Peixian creò un nuovo stile a cui diede il nome di Shaomoquan (少摩拳).

## Il Meishanquan
Il Meishanquan (梅山拳S, méishānquánP,  mei shan ch’uan W, lett. "Pugilato della montagna del Prugno") è un pugilato dell'Hunan che sarebbe stato fondato durante l'epoca della dinastia Song e progressivamente migliorato durante l'epoca della dinastia Ming e della dinastia Qing. Il nome Meishan deriva dal fatto che la zona di origine di questo stile è così chiamata. Anche questa scuola di pugilato prende il nome di Meihuaquan.
Essa possiede ben 77 Taolu conosciuti nel loro insieme come Meishan Wugong. Oggi questa scuola è diffusa, oltre che in Hunan, in Yunnan, in Guangxi, in Jiangxi, in Hubei, in Sichuan, ecc..

## Shunshimen e Meihuaquan
Shunshimen (顺式门S, [shùnshìménP,  shun shih men W, lett. "Scuola dello stile nella stessa direzione") è un tipo di pugilato che è stato creato alla fine dell'epoca della dinastia Qing, da una guardia di scorta dell'Hebei, del villaggio Fengrun Dou Ge Zhuang (丰润豆个庄) tale Feng Wanhe (冯万和 o 冯万合). la seconda generazione è rappresentata da Liu Yanchang (刘彦昌) del medesimo villaggio del fondatore. Lo stile è stato poi trasmesso da Wang Rongchang (王荣昌, 1906-1976), maestro di pugilato del Tangshan (唐山), altra località dell'Hebei, per poi diffondersi in quella stessa provincia ed in quella del Jiangsu. Un maestro di quarta generazione è stato Liu Zhaoyuan (刘照远). Oggi è rappresentato dal maestro Hu Chunguang (胡春光) del Tangshan, che è una quinta generazione di questa scuola. Il Shunshimen appare come uno stile composito ed una parte di esso è definita Meihuaquan. Queste le forme appartenenti alla parte del Meihuaquan: Meihuaquan (梅花拳), Chuanlinzhang (穿林掌), Bafangzhang (八方掌), Meihua Sanshou Ershi Shi (梅花散手二十式), Meihuaqiang (梅花枪), Wuhu qunyang gun (五虎群羊棍). Il Meihuaquan è la parte più importante di questa scuola, che ha come idea centrale i Wǔshì 五式, dando rilievo ad uno in particolare. Il nome stesso infatti sottolinea che in questa scuola il Qi scorre, la forza scorre, lasciando che la natura segua il suo corso (顺气、顺势，顺其自然).

## Tongtianzi Meihuapai ovvero Shaolin Changquan
Secondo Zhao Shuangyin è esistito nella città di Shengfangzhen胜芳镇, nella zona di Baxian霸县, in provincia di Hebei, uno Stile di Pugilato chiamato Shaolin Changquan che è traducibile in Pugilato Lungo del Tempio Shaolin (少林長拳T, 少林长拳S,  shǎolínchángquán P,  Shaolin Chang Ch’uan W) che è anche chiamato Tongtianzi Meihuapai cioè Scuola del Fiore di Prugno Potentissima (通天字梅花派T, 通天字梅花派S,  tōngtiānzìméihuāpài P,  T’ong T’ien Tzu Meihua P’ai W). In quest'area si racconta che lo stile fu tramandato da un maestro detto Bishi薜师 proveniente dallo Shandong a tre persone: Li Fengchun 李风春, Zhao Wansheng 赵万生e Yang Baoshan 杨宝山.
L'elenco dei nomi dei Taolu fa pensare a qualche attinenza con l'Hongquan.
Questi i nomi delle forme:
- Pugilato dell'Azione (行拳T, 行拳S,  xíngquánP,  Hsing Ch’uanW),
- Pugilato del Piccolo Rosso (小紅拳T, 小红拳S,  xiǎohóngquánP,  Hsiao Hung Ch’uanW),
- Pugilato della Piccola Azione (小行拳T, 小行拳S,  xiǎo xíngquán P,  Hsiao Hsing Ch’uanW),
- Huaquan (Pugilato del Fiore (花拳T, 花拳S,  huāquánP,  Hua Ch’uanW)),
- Yanqingquan (Pugilato di Yan Qing (燕青拳T, 燕青拳S,  yànqīngquánP,  Yan Ching Ch’uanW)),
- Pugilato delle Mani Chiuse (鎖手拳T, 锁手拳S,  suǒshǒuquánP,  Suo Shou Ch’uanW),
- Pugilato che Percuote (砸拳T, 砸拳S,  záquánP,  Tza Ch’uanW),
- Pugilato della Piccola Velocità (小快拳T, 小快拳S,  xiǎokuàiquánP,  Hsiao K’uai Ch’uanW),
- Pugilato delle Due Sequenze (二路拳T, 二路拳S,  èrlùquánP,  Ehr Lu Ch’uanW),
- Luohanquan,
- Pugilato delle Diciotto Sequenze (十八路拳T, 十八路拳S,  shíbālùquánP,  Shi Pa Lu Ch’uanW),
- Pugilato del Grande Rosso (大紅拳T, 大红拳S,  dàhóngquánP,  Ta Hung Ch’uanW),
- Pugilato del Nord Est (關東拳T, 关东拳S,  guāndōngquánP,  Kuan Tung Ch’uanW),
- Pugilato del Nord Ovest (關西拳T, 关西拳S,  guānxīquánP,  Kuan Hsi Ch’uanW),
- Pugilato della Tigre Accovacciata (臥虎拳T, 卧虎拳S,  wòhǔquánP,  Wo Hu Ch’uanW),
- Pugilato del Pesce Rannicchiato (臥鱼拳T, 卧鱼拳S,  wòyúquánP,  Wo Yu Ch’uanW),
- Pugilato del Principe Ereditario (太子拳T, 太子拳S,  tàizǐquánP,  T’ai Tzi Ch’uanW),
- Zuiquan,
- Pugilato dell'Apprendista Torturatore (拷子拳T, 拷子拳S,  kǎozǐquánP,  K’ao Tzi Ch’uanW),
- Pugilato dell'Avvolgere la Seta (盤絲拳T, 盘丝拳S,  pánsīquánP,  Pan Ssu Ch’uanW).

A questo già nutrito novero, si aggiungono tantissime forme con armi.

## Qianchui Meihua Paoquan
La tradizione del Qianchui Meihua Paoquan 乾捶梅花炮拳 racconta che esso sarebbe stato creato da un Capo Religioso Taoista del Kunlunshan detto Yiran 一然 durante il regno di Wanli della dinastia Ming. Durante il regno di Qianlong della dinastia Qing è stato trasmesso ad Han Shizheng 韩世征 del villaggio Chenlichangcun陈里长村, dell'area di Tangmiaoxiang 唐庙乡nella contea di Yuncheng 郓城县 in Shandong.
Sia il collegamento al Kunlunshan che l'area di diffusione mettono in relazione questo stile con i rami principali del Meihuaquan.

## Wumeiquan
Wumeiquan (五枚拳, pugilato di Wumei) è uno stile di arti marziali cinesi classificabile come Nanquan. In alcuni testi troviamo Wumeiquan (五梅拳, pugilato di “5 prugni”) con altri ideogrammi. In cantonese è Ng Mui Kuen.

### Il nome
Il nome di questa scuola deriva da quello della sua fondatrice leggendaria, Wu Mei (五枚) o Ng Mui in Cantonese. Siccome poi la tradizione vuole che Wu Mei praticasse Meihuaquan o Meihuazhuang lo stile può a volte prendere il nome di Pugilato di “5 Prugni”, inoltre per alcuni “5 prugni” è il nome della fondatrice. Per alcuni lo stile può anche essere chiamato Meihuazhuang Bafaquan (梅花桩八法拳, Pugilato degli Otto Metodi dei Pali del Fiore di Prugno) o ancora Meihua Rouzhuang Bafa (梅花拳软桩八法, otto metodi dei pali morbidi del Meihua).
A New York, dove la scuola ha una ramificazione, si utilizza Wumeipai (五梅派, Scuola dei 5 Prugni).
Un articolo universitario afferma con chiarezza che il Wumeiquan 五枚拳 è anche conosciuto come Meihuaquan 梅花拳.

### Le origini
Nel “Wumeiquan Quanpu” (五梅拳拳谱) si narra che lo stile è stato tramandato da una monaca buddista (尼姑) il cui nome monastico era Wu Mei (五梅). Per altre tradizioni Wu Mei era una monaca Taoista (Daogu 道姑). Questa monaca lo trasmise a Huang Baoshan (黄宝善, anche conosciuto come Huang Baolin, 黄宝林) nella città di Lufengxiang (庐丰乡) nel distretto di Shanghangxian (上杭) del Fujian, il quale a sua volta lo tramandò a Gong Rongguang (龚荣煌) di Lanxixiang (兰溪乡) sempre in Fujian. Gradualmente la scuola si è propagata nel Fujian e nel Guangdong. Gli “Annali della Contea di Shanghang” (上杭县志, Shanghang Xianzhi) raccontano che il Pugilato Shaolin Ortodosso Wumeiquan (五梅拳), alla fine dell'epoca della dinastia Qing era diffuso nei distretti di Lanxi (蓝溪), Huangtan (黄潭), Taiba (太拔) e della stessa Shanghang.
Secondo Zhang Cidong 张赐东, Li Zhijun 李志军 e Zhang Yuan 张媛 il Wumeiquan avrebbe avuto origine nel tempio Shaolinsi dell'Henan da Wumei Zushi 五枚祖师, anche detta Wumei Shitai 五枚师太 o Wumei Daogu 五枚道姑 per poi diffondersi nell'area dove vive l'Etnia Hakka nell'ovest del Fujian.
Sempre sulla diffusione di questo stile si può leggere:
( Annali della contea di Shanghang, Shanghang Xianzhi上杭县志 )
L'articolo Shanghang Wumeiquan riporta che durante il periodo dei regni di Jiaqing e Daoguang, Qiu Zhengyuan 丘正元, originario del villaggio Fuyangcun 扶阳村 dell'area di Lufengxiang 庐丰乡 nella contea di Shanghang, assieme alla moglie che veniva chiamata Meihua 梅花 divennero discepoli di Wumei Zushi 五梅祖师.

### Taolu
Queste sono alcune sequenze (Taolu) a mano nuda insegnate a New York: Tianguangzhang (天光掌); Wuxingquan (五行拳); Shier Dizhi (十二地支); ecc.
Bisogna però precisare che in questo stile vengono spesso praticate “forme libere” e si dà ampio spazio all'applicazione libera dei movimenti.

### Le armi
Queste sono le armi utilizzate nella scuola dell'area di Shanghang
Sanchiba (三齿耙); gou lian qiang (钩镰枪); qinglongdao (青龙刀); mupa (木耙); dandao (单刀); shuangdao (双刀); jian (剑); fǔ (斧); shuang tongchui (双铜锤); Tiěchǐ (铁尺); hutoupai (虎头牌); bandeng (板凳); ecc.

## Meihuajiao
Nella scuola di Tong Jinlong 童金龍 si tramanda la Dottrina del Fiore di Prugno (Meihuajiao,梅花教) che proverrebbe da Huangyandong 黃巖洞 del Futoushan 浮頭山. Questo stile si compone di queste sequenze: Meiheshenzhang 梅鶴神掌 (Palmi Spirituali del Prugno e della Gru), Meihuashenzhang 梅花神掌 (Palmi Spirituali del fiore di Prugno), Meihua Sanshou 梅花散手 (Mani libere del Fiore di Prugno), Meihua Hudie Zhang 梅花蝴蝶掌 (Palmi Farfalla del Fiore di Prugno).

## La Scuola Langmei del Wudang
La Scuola Langmei del Wudang (武當榔梅派T, 武当榔梅派S,  wǔdānglangméipài P,  Wu tang lang mei pai W) anche chiamata Scuola alla base della montagna del Wudang (武當本山派T, 武当本山派S,  wǔdāngběnshānpài P,  Wu tang pen shan pai W) è stata creata da Sun Biyun 孙碧云.
Come Taolu utilizza il Pugilato della scuola del pesce (Yumenquan) (魚門拳T, 鱼门拳S,  yúménquán P,  yu men chuan W) che utilizza passi che seguono la linea circolare.
Questa scuola utilizza un sistema di caratteri che corrispondono alle generazioni (Zibei (字輩T, 字辈S,  zìbèi P,  tzu peiW)) di quaranta ideogrammi.

## Chengshi Meihuaquan
Il libro Chéngshì Méihuāquán 程式梅花拳 (scuola di pugilato del fiore di prugno dello stile Cheng) presenta uno stile della provincia di Fujian.

## Alcune nozioni storiche

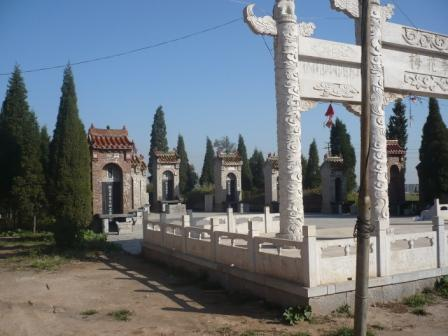
Gruppo di steli dedicate a maestri di Meihuaquan nelle vicinanze del villaggio Houmazhuang.

In riferimento ai rami Ganzhi Wushi Meihuazhuang, Luodi Meihuaquan, Baijiazhi Meihuaquan, Wuzi Meihuaquan, molti praticanti ritengono che lo stile abbia avuto più di cento generazioni leggendarie e fanno risalire questo stile ad un'epoca anteriore alla dinastia Han ad opera di un maestro che è chiamato Yun Pan. Ci sono anche esponenti che ritengono che il Meihuaquan provenga dallo Shaolinquan.
MHQ avrebbe origine da un antico fondatore vissuto in epoca imprecisata, sintetizza le antiche tattiche militari del nostro paese ed è la quintessenza sia dello Shaolin (quan) sia del Taiji (quan). Il MHQ è il risultato di esperienze durante anni e anni di studio, di trasformazioni e successive sperimentazioni, diventando tipico Wushu cinese.
L’autore della narrazione è un maestro di vecchia generazione (Liubaojun). Il MHQ è ricerca critica dei modelli di movimento del Wushu e, nonostante le similitudini con lo Shaolin ed il Taiji, è già mutato (in uno stile a sé stante). Il suo significato è profondo e ricercato, per questo motivo diventa assolutamente improprio paragonarlo allo Shaolin o al Taiji. Nel MHQ ci sono molti movimenti emozionanti che sono invece assenti nello Shaolin e nel Taiji. Il racconto orale del mio vecchio Maestro ha il valore, pertanto, di un resoconto scritto.»
(Chang Dsu Yao,  Meihua Quanshu - Jianjie )
Altri autori individuano tre leggende, tra le più diffuse, sulla fondazione del Meihuaquan, che in alcuni casi vanno a colmare l'inesistenza di documentazioni scritte:
- Una ne colloca la creazione all'epoca della dinastia Zhou occidentale[91];
- La seconda racconta che il Meihuaquan ha avuto origine durante il periodo delle primavere e degli autunni ed il periodo dei regni combattenti, ad opera di Sunzi (孙子);
- La terza leggenda colloca l'origine del Meihuaquan alla fine dell'epoca della dinastia Ming. Quest'ultima affermazione deriva dal fatto che nei rotoli del Meihuaquan è scritto che il Luodi Meihua è stato costruito tra la fine della dinastia Ming e gli inizi della dinastia Qing. Quest'ultimo racconto, essendo anche più vicino a noi è supportato da informazioni storiche verificate.

Secondo il testo Meihuaquan mipu, questo stile apparterrebbe alla Kunlun pai. Il fondatore leggendario Yun Pan, avrebbe vissuto nel Tempio di Xuanjin del Palazzo di Qingjing, situato nel distretto di Yunchengxiao vicino alla montagna Kunlun.
Il primo maestro riconoscibile in una figura storica è Zhang Sansheng che visse tra la fine della dinastia Ming e gli inizi della dinastia Qing. Zhang Sansheng trasmise il Meihuaquan a Zou Hongyi che è ritenuto colui che ha diffuso assieme ai propri figli lo stile in Shandong, Henan ed Hebei. Nel corso degli anni il Meihuaquan è stato sottoposto ad una serie di cambiamenti che ne hanno determinato la ricchezza e la varietà attuale, grazie alle conoscenze e all'ingegno dei suoi appartenenti.
Il Meihuaquan è dunque l’erede di numerose filosofie antiche, di una “alchimia Cinese”, e del contributo di generazioni di praticanti che hanno arricchito ed adattato la loro pratica in una sorta di sintesi originale. Per questo aspetto, è rappresentativo di queste tradizioni Cinesi, e può quindi essere qualificato come “tradizionale”. Ma questa tradizione non è mai stata statica o immutabile. Non è un dogma, chiuso a tutte le evoluzioni, difeso con i denti e con le unghie da un pugno di irriducibili. È il risultato di una moltitudine di piccole evoluzioni, assimilazioni, lungo il filo del tempo, ed ha molto cambiato, tanto nella pratica che nel suo spirito.»
(Arsene Severine,  Un art martial authentique – Le MeiHuaZhuang )

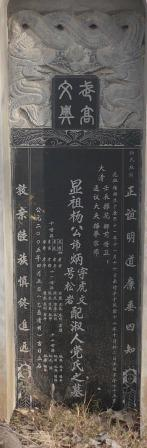
Stele dedicata a Yang Bing nel suo villaggio di origine, nelle vicinanze delle abitazioni dei suoi pronipoti.

Uno dei maestri più importanti fu Yang Bing (杨炳), ufficiale imperiale e guardia della Città Proibita. Quinta generazione dello stile contribuì in maniera significativa alla teoria dello stile, scrivendo tra l'altro un libro, lo Xi Wu Xu (习武序).
(Esherick Joseph, The origin of the Boxer Uprising)
Feng Keshan 冯克善, uno dei membri della rivolta Baguajiao 八卦教, che praticava meihuaquan venne messo a morte nel 1813 dal governo imperiale. Egli aveva appreso il Meihuaquan di Tang Henlao, a sua volta allievo di un discepolo di Yang Bing. Siccome entrò a far parte della setta Liguajiao divenne anche allievo di Wang Xiang, un capo di un ramo di questa setta di Jining. Di lui non si sa esattamente che stile praticasse, ma si pensa fosse un maestro di Da Hongquan o dello stesso Meihuaquan, o di entrambi gli stili.
Questo stile ha poi avuto un ruolo di primo piano nella "Rivolta dei Boxer" (Yihequan 义和拳, Yihetuan 义和团). Zhao Sanduo, leader degli Yihequan (Pugili della Giustizia e della Concordia) era in effetti un maestro di Meihuaquan.
(Cohen Paul A, History in three keys: The Boxers as Event, Experience, and Myth)
Lo stile venne rinominato Yihequan perché non tutti i maestri di Meihuaquan condivisero la partecipazione dello stile ad attività anti imperiali o comunque sovversive.
(Cohen Paul A, History in three keys: The Boxers as Event, Experience, and Myth)
Dopo l'istaurazione del governo comunista, in seguito ad una proibizione della pratica delle Arti Marziali, il Meihuazhuang venne praticato nella quasi clandestinità fino agli anni '80.

### Meihuaquan e Hongquan
Spesso nelle vicende storiche quali ad esempio quella della Rivolta dei Boxer troviamo che il Meihuaquan è associato allo Stile Hongquan, scritto in vari modi. Secondo l'articolo che prende il nome da questo stile, pubblicato in un sito della Televisione Nazionale Cinese CCTV, il Meihuaquan sarebbe assieme all'Hongquan (红拳), al Tantui ed al Mizongquan una delle Quattro Grandi Scuole (上四门).
Nel libro Sanhuangbang, si segnala la presenza di Cinque Figure (五势) nella Sequenza di Base i cui nomi corrispondono curiosamente alle Cinque del Meihuaquan. Da 大, Shun 顺, Ao 拗, Xiao小, Bai 败. Nel Dahongquan in questo ordine sono associate ai: Cinque Agenti (Wuxing), cioè Jin 金, Mu 木, Shui水, Huo火, Tu土; alle Cinque Immagini (Wuxing, 五形), cioè Ji鸡, Feng凤, She 蛇, Hu虎, He 鹤; ai Cinque Colpi (Wuchui, 五捶), cioè Pi 劈, Beng崩, Zuan 钻, Pao炮, Heng 横.
Wang Jinshun scrive che nel Meihuaquan esiste una sequenza che viene chiamata Hongshi Meihuaquan (洪式梅花拳), che rielaborata proviene dall'Hongquan Tradizionale.

#### Una Sequenza dello Shaanxi Hongquan
Lo Shaanxi Hongquan 陕西红拳 ha una sequenza che ha il nome Meihuaquan.

### I Vecchi Trattati del Meihuaquan
Il Meihuaquan possiede un numero considerevole di Trattati che solitamente vengono descritti con la definizione di "Classici" nelle descrizioni occidentali sugli stili cinesi. Questo ne è un elenco parziale:
- Huangji Baojuan 皇极宝卷;
- Meiquan Mipu 梅拳秘谱;
- Xiwuxu 习武序;
- Tongtianjuan 通天卷;
- Wanfa Guizong 万法归宗;
- Ecc.

## Diffusione dello stile

### Il Meihuaquan in Jiangsu

#### Il Meihuaquan a Peixian
Secondo la tradizione del Meihuaquan lo stile è emerso dall'anonimato grazie al maestro Zhang Sansheng (张三省) che lo ha insegnato nell'area di Peixian a Zou Hongyi (邹宏义). Per altre fonti il primo allievo di Zhang sarebbe stato Zou Anbang (邹安帮), originario del villaggio Balizhuang (八里庄) dell'area Nord Est della contea di Peixian.
In seguito la famiglia Zou si trasferì fino ad andare ad insediarsi in Hebei.
Nel 1900 vi erano ancora praticanti di diversi rami di Meihuaquan nell'area, ma grazie al trasferimento di Li Zhengting prima e di Liu Baojun nel 1925, divennero preminenti il Luodi Meihuaquan ed il Baijiazhi Meihuaquan. Questi due rami in onore dei due maestri che li hanno trasmessi nell'area sono detti rispettivamente Lipai Meihuaquan (pugilato del fiore di prugno della scuola Li) e Liupai Meihuaquan (pugilato del fiore di prugno della scuola Liu).
Di Peixian è il maestro Chang Dsu Yao, famoso negli ambienti delle Arti Marziali in Italia.

#### Il Meihuaquan a Nanchino
Nella città di Nanchino il Meihuaquan è stato introdotto recentemente ed insegnato da un allievo di Han Qichang, che si chiama Wang Qi (王祺).

### Il Meihuaquan in Shandong
La provincia di Shandong è una zona di particolare diffusione del Meihuaquan, in particolare l'area sud ovest, nelle aree amministrative di Shanxian, Heze, Dongming, Jining, Liaocheng, ecc.
Agli inizi dell'epoca della dinastia Qing, agli esordi della fase della storia del Meihuaquan di cui esistono riscontri storici precisi, Zou Hongyi ed il figlio Zou Wenjiu, insegnarono nei dintorni di Dongming.
In seguito, Bai Jindou (nona generazione) portò la propria versione di questo stile nell'area di Heze, ma altri rami vi erano già diffusi.
A Liangshan, teatro del famoso romanzo Shuihuzhuan, lo stile è stato portato da un maestro di decima generazione, Wang Fasheng (王法胜), nell'epoca tra il 1796 ed il 1820 ed oggi sono presenti maestri di diciassettesima generazione.
A Linqing lo stile era stato insegnato da Feng Keshan ed è stato nuovamente introdotto da un maestro di quattordicesima generazione, Wang Tingmei (王廷梅).
Negli anni '80 del novecento il Maestro Yan Zijie si è adoperato per diffondere il Meihuaquan e fargli avere riconoscimenti ufficiali, tant'è che oggi questo stile è insegnato come materia opzionale all'interno dell'Università dello Shandong.
Song Tianlong ritiene che il Meihuaquan assieme al Tanglangquan ed al Sunbinquan sono stili nati in Shandong.

#### Il Meihuaquan in Qufu
Nel 1905 Yáng Jìng 杨敬, che aveva partecipato alla rivolta dei Boxer, arrivò a Qufu ed iniziò ad insegnare Wǔzǐ Méihuāquán 武子梅花拳 nel villaggio Jiùxiàncūn 旧县村.

#### Il Meihuaquan in Yanggu
Il maestro Guo Wengao 郭文高 nel 2010 era considerato un insegnante importante di Meihuaquan della contea di Yanggu (阳谷县). Egli ha appreso questo stile da Yue jingui 岳金贵 ed ha in seguito codificato una propria versione dello stile che è detta Guoshi Meihuaquan 郭氏梅花拳.
Un articolo del quotidiano Liaocheng Wanbao 聊城晚报 racconta che dopo il 1986, il maestro di sedicesima generazione del Meihuaquan Han Qingqi 韩清歧, originario della cittadina rurale Shouzhangzhen 寿张镇 della contea di Yanggu, ha insegnato a Meng Zhaoli 孟昭力.

### Il Meihuaquan in Henan
Riferimenti storici al Meihuaquan sono stati ritrovati anche negli archivi della dinastia Qing a Pechino, in particolare a proposito di Feng Keshan, che era originario della Contea di Huaxian nel nord est dell'Henan. Feng aveva appreso il Meihuaquan da Tang Hengdong, che a sua volta era stato allievo di Qi Dazhuang, il quale lo aveva imparato da Yang Bing. Anche oggi lo stile è diffuso, in alcuni casi è stato reintrodotto da maestri di province vicine, quali Hebei e Shandong.
Il ramo più diffuso in questa provincia è il Wuzi Meihuaquan che è stato tramandato nell'area di Xuchang da Cao Zhenpu (曹振谱), un maestro originario dell'Hebei, ed in seguito da suoi allievi tra cui spicca Kou Yunxin. Nel Nord Ovest della Provincia invece è ancora tramandato il Leijia Meihuaquan.

### Il Meihuaquan in Hebei

#### Il Meihuaquan nella prefettura di Xingtai

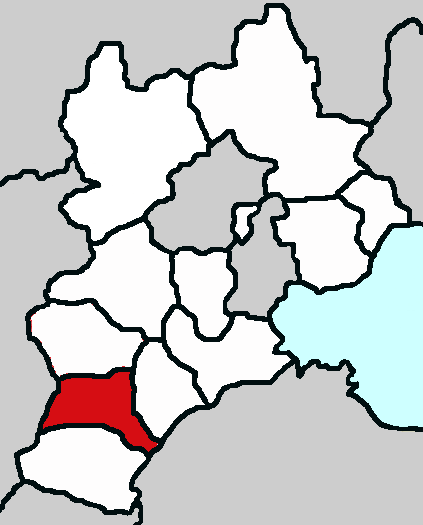
La Prefettura di Xingtai è segnalata in rosso, all'interno della Provincia di Hebei

Nella provincia di Hebei si insediò Zou Hongyi, considerato maestro terza generazione, e la sua famiglia. Precisamente questa famiglia prese dimora stabile nel villaggio Mazhuangqiao nella contea di Pingxiangxian nel distretto amministrativo di Xingtai.Zou Wenjiu e Zou Wenrei, due dei suoi figli, presero degli abitanti del villaggio come allievi. Nel medesimo distretto si trovano Guanxian e Weixian contee molto attive nella pratica del Meihuaquan. È in questa zona, oltre che a Pechino che è molto sentita e riconosciuta la divisione in Ganzhi Wushi Meihuazhuang Xiaojia e Dajia, anche perché, Zhang Congfu il creatore del ramo Xiaojia era anch'egli della contea di Pingxiangxian.Cui Guangrei insegnò nel villaggio Qianwei (contea di Guangzong, Hebei). Wu Qingchang, della nona generazione, acquisì una grande fama nel suo villaggio, Dongzhao (contea di Guangzong).
Oggi a Pingxiang è famoso Liu Yinji 刘银计 che fu capo della milizia popolare e collaborò con la polizia alla cattura di importanti criminali della zona negli anni intorno al 1980.

#### Il Meihuaquan a Wuqiang
Un'altra zona molto importante per il Ganzhi Wushi Meihuazhuang è quella di Wuqiang. Esattamente nel villaggio di Wangjiazhuang (contea di Wuqiang, Hebei) presso il tempio Guandimian, si installò Li Tingji, originario del villaggio Qujiazhuang (contea di Wei, in Hebei). Li Tingji, che praticava il Meihuazhuang, allenò gli abitanti. Ebbe come allievo Ren Junjie, che studiò anche con Li Tinggui, fratello di Li Tingji. Ren Junjie insegnò a sua volta a Yin Mochi e a Zhao Yinglian, che ebbe come discepolo Han Qichang. Quest'ultimo introdusse il Meihuazhuang a Pechino, dove insegnò a suo figlio Han Jianzhong e a suo nipote Han Chao.

#### Il Meihuaquan ed il Panshan
Secondo alcuni il Meihuaquan si sarebbe originato presso il Tempio Shaolin del Nord (Bei Shaolinsi) che si trovava sul monte Panshan nelle vicinanze di Tianjin.

#### Il Meihuaquan a Jizhou
Il Wuzi Meihuaquan, oggi largamente praticato in Henan, è stato portato dall'Hebei da Cao Zhenpu (曹振谱). Cao proveniva dal villaggio Daluocun (大罗村), della zona amministrativa di Jizhou (冀州), zona a Nord di quella della già citata Xingtai. Egli apprese il Meihuaquan da Kong Jixiang (孔继祥) del villaggio Dakongcun (大孔村).

#### Il Meihuaquan a Feixiang Xian
Un gruppo di praticanti di Meihuaquan è attivo nella contea di Feixiang.

#### Il Meihuaquan a Jize e Yongnian
A Yongnian (永年县) presso il Tempio Longhua (龙华寺) nel villaggio Nanxincun (南辛村) nel 2011 si è tenuto un incontro sportivo di Meihuaquan che ha visto tra gli altri la partecipazione delle associazioni di questo stile di Yongnian e di Jize (鸡泽县). A Yongnian si parla di Pugilato del Fiore di Prugno della Famiglia Zhou, 周氏梅花拳, Zhoujia Meihuaquan.

### Il Meihuaquan a Pechino
Nella capitale Pechino si hanno alcuni racconti per cui il Meihuaquan sarebbe già stato praticato da Yin Fu e da Cao Zhenpu ma senza lasciare tracce evidenti della pratica di questo stile. L'introduzione significativa di questo scuola è dovuta, in tempi relativamente recenti, ad Han Qichang grazie al cui insegnamento oggi è molto conosciuta ed annovera tra i suoi maestri figure importanti quali Wang Zhizhong, Li Peiqi, Sui Yunjiang, ed il figlio già citato. A Sui Yunjiang in particolare si deve l'insegnamento a diversi discepoli Italiani, nonché a numerosi altri sparsi per il mondo. Wang Zhizhong che insegnava presso la Qinghua Daxue oggi risiede ed insegna in Germania.

### Il Meihuaquan in Shanxi
Ci sono alcune zone dello Shanxi in cui sono praticate delle ramificazioni dello stile.
Wang Youxiang 王有祥 （1868-1940）di Yushe 榆社 lo apprese dal monaco Buddista Juezhong 觉钟 del tempio Fuzhongsi 福仲寺 nel villaggio 银郊村 Yínjiāocūn. Oggi Li Chunhu 李春虎 è il caposcuola della zona di Yushe.
Nella cittadina Shicheng 石城 della contea di Pingshunxian 平顺县, Xu Weisheng 徐伟胜 pratica ed insegna la ramificazione Luodi Meihuaquan.
Il ramo Ganzhi è invece praticato Zhang Longsheng 张龙生 nel villaggio Tucangdicun 土苍底村 della contea Xianghengxian 襄恒县.

### Il Meihuaquan in Shaanxi

#### Il Meihuaquan a Xian
Oltre allo Shaomoquan, in Xian si è diffuso il Meihuaquan ad opera di Jiao Mingde (焦明德, 1910-1991), un maestro di quindicesima generazione che proveniva da Qinyang 沁阳 in Henan. Jiao era discepolo di Sun Hongxun 孙鸿勋. Questo Meihuaquan deriva dal Baijiazhi.

### Il Meihuaquan in Gansu

#### Il Meihuaquan a Zhangjiachuanxian
Tong Tianxiang(童天祥, 1897-1981), un cinese di etnia musulmana Hui, durante il periodo del regno di Tongzhi si trasferì a Zhangjiachuanxian 张家川县 nella provincia del Gansu da Xian. Imparò con altri sistemi di pugilato il Meihuaquan da Li Yaolin 李耀林.

### Il Meihuaquan in Anhui
Il Meihuaquan si è diffuso in questa area dalle vicine province di Shandong, Hebei ed Henan. I maestri che lo hanno insegnato sono stati: Ren Fengchang (任凤昌) di Wuhu (芜湖città portuale della provincia), Zhang Zhendong (张震东) di Huaining (怀宁), Yu Dailong (俞代龙) di Hefei (合肥, la capitale), Ni Hongbin (倪宏斌) che proveniente dallo Shandong si è stabilito a Tongling (铜陵), Li Zhongxin (李忠信), che proveniente dallo Shandong si è stabilito a Bengbu (蚌埠), eccetera. Questo pugilato è diffuso a Bengbu (蚌埠), Huainan (淮南), Huaibei (淮北), Hefei (合肥), Ma'anshan (马鞍山), Tongling (铜陵), Anqing (安庆), Suxian (宿县), Chuxian (滁县).

### Il Meihuaquan in Zhejiang
Secondo il Zhejiangsheng Wushu Quanxielu 浙江省武术拳械录 il Meihuaquan sarebbe stato creato da un Monaco del Monastero Shaolin dell'Henan alla fine dell'epoca della Dinastia Qing. Nel 1930 è stato trasmesso in Zhejiang da un certo Li Zhenlin 李振林, originario di Shexian 涉县 dell'Hebei. Questo stile è attualmente diffuso ad Hangzhou 杭州, Jiaxing 嘉兴, Huzhou 湖州, ecc. La forma di base ad esso associata si compone di 49 figure.

### Il Meihuaquan in Hunan
Uno stile di arti marziali cinesi chiamato Meihuaquan è stato tramandato in Hunan nel periodo del regno dell'imperatore Guangxu (光绪, 1875-1908), dal maestro Wan Fuzi (万福子), che lo aveva appreso in Sichuan. Tornato nella sua provincia diffuse lo stile in Chen Zhou (郴州), Guiyang (桂阳, da non confondersi con la capitale del Guizhou), Lan Shan (蓝山), Jiahexian (嘉禾县), ecc. Attualmente si contano 6 generazioni.
Tra i Taolu a mano nuda troviamo: Tiaoxian (条线); Shiqiangqiu (狮抢球); Duo Meihuazhuang (朵梅花桩); ecc.

### Il Meihuaquan in Yunnan
Tra i membri dell'etnia De'ang (德昂族) dello Yunnan e dell'area sud del Sichuan è praticato fin dall'epoca della dinastia Ming un Meihuaquan. Tra il 1795 ed il 1804 si verificò una rivolta in Sichuan, Shaanxi, Henan ed Hubei detta Chuanchu Bailianjiao Qi Yi (川楚白莲教起义, Ribellione della Setta del Loto Bianco in Sichuan ed Hubei) o Chuanchu Jiao Luan (川楚教乱, Setta Caotica del Sichuan e dell'Hubei) che portò questo Pugilato del Fiore di Prugno a mettersi in posizione defilata.
( L’Etnia De’ang )
Secondo quanto scritto nelle Yunnan Sheng Zhi Tiyu Zhi 云南省志体育志 (Cronache sportive della Provincia dello Yunnan) vi sono due riferimenti importanti al Meihuaquan tra gli stili di Pugilato praticati tra le minoranze: il Meihuaquan della Etnia De'ang ed il Meihuazhuang dell'Etnia Wa (佤族, Va (popolo)).
Yin Jie, Yin Jingjing e Sun Yawei riferiscono che molte persone identificano la località Xiyu Tianpan Yuncheng Xiaoxian 西域天盘云程孝县, indicata come luogo di provenienza del Meihuaquan nel Meiquan Mipu 梅拳秘谱, con la Contea di Yunxian 云县 dello Yunnan.

### Il Meihuaquan in Fujian
Lin Mengsheng inserisce il Meihuaquan in un elenco di pugilati del Fujian, differenziandolo da Wumeiquan 五梅拳 e Shaolin Wumei Huaquan 少林五枚花拳.

## Funzioni del Meihuaquan
Secondo il Professor Yan Zijie il Meihuaquan è una sorta di sunto e di condensato della cultura Cinese con degli obiettivi ben precisi legati sia alla Medicina tradizionale cinese, sia alle Arti marziali cinesi, sia alle conoscenze più in generale siano esse scientifiche, tecniche o umanistiche.
Tra le popolazioni rurali si dice comunemente “Le Abilità Marziali sono un piccolo stratagemma; solo la profonda teoria del Wenli può rendere capaci di risolvere i problemi e le controversie (quanda jiaoti xiaobaxi; weiyou wenli tong tiandi)” ed anche “Meihuaquan è un campo di studi che nutre lo sviluppo in generale”.»
(Yan Zijie,  Discussione sulle origini del Meihuaquan e sull'Unità tra la sua Teoria e le Arti Marziali )
Questa attenzione ad uno sviluppo complessivo viene confermata anche dalla lettura dello Xi Wu Xu di Yang Bing. In tale testo Yang Bing ha inserito
( Biografia di Yang Bing)
Questo è l'elenco che fornisce il Professor Yan:
- 1. Fortificare il corpo per essere in buona salute.
- 2. Difendersi ed allenarsi al combattimento.
- 3. Guarire la malattia.
- 4. Sviluppare l’intelligenza e la saggezza.[127]»

(Yan Zijie,  Les Fonctions du Meihuazhuang)
- 1) Quindi al primo posto c'è un'ottica di prevenzione, l'idea di preservare la salute del praticante. Se da una parte si crea un flusso energetico tra l'universo ed il praticante, dall'altra vengono esercitati Jing, Qi e Shen, e questi due processi uniti dovrebbero portare ad aumentare le difese immunitarie. L'idea poi di essere in un gruppo di mutuo aiuto, di eseguire in una sorta di cerchio il Jiazi crea armonia nel gruppo e tra le persone e permette la crescita del buonumore. Si può dire che si armonizzano l'interiorità dell'essere umano, sia essa fisica o psichica, con le interiorità di altri (Ren) e con l'ambiente che ci circonda, cioè la Terra (Di) ed il Cielo (Tian).
- 2) Se da una parte lo spirito di gruppo viene rafforzato, dall'altro l'esigenza di sopravvivere, dettata dalle condizioni sfavorevoli dell'ambiente Cinese nel corso dei secoli, ha determinato il bisogno per gli adepti del Meihuaquan (e non solo) di sviluppare un sistema di difesa e di attacco, che viene realizzato attraverso tappe ben precise, che già sono state descritte in altri paragrafi.
- 3) Il Meihuaquan svilupperebbe anche la capacità di curare le altre persone, incrementando le doti personali che presiedono all'esercizio della Medicina tradizionale cinese. Infatti il praticante potrebbe trasmettere il Qi all'ammalato favorendone la guarigione; il praticante aumenta la propria capacità di individuare le canalizzazioni energetiche. Molti discepoli di Meihuaquan nelle campagne sono anche Guaritori, utilizzando nella loro attività metodi quali il Tuina, l'Anmo, l'Agopuntura o il Dianxue.
- 4) Sempre secondo il Professor Yan, il Meihuaquan favorirebbe lo sviluppo della mente e potenzierebbe la capacità di sfruttare al meglio le funzioni cerebrali, nonché le parti più recondite della psiche umana. Egli ha osservato nei propri studenti l'aumento delle capacità di attenzione, concentrazione, osservazione, risoluzione dei problemi ed un incremento dell'energia mentale.

Queste funzioni anche se sono assimilabili a tutte le pratiche di Meihuaquan, vengono realizzati in modi a volte completamente differenti nei vari sottostili. Quella spiegata è l'esperienza del Professor Yan Zijie.
Le funzioni esposte sono talmente generiche che sono molto simili a quelle delle Arti Marziali Cinesi e del Wushu Sportivo.
Questo è un elenco parziale fornito da un libercolo di presentazione delle Arti Marziali Cinesi:
- (1) Coltivazione Morale
- (2) Attacco e difesa
- (3) Effetti Curativi
- (4) Migliorare la salute
- (5) Effetto Artistico
- (6) Intelligenza[128]»

(Wu Bin, Li Xingdong e Yu Gongbao,  Essentials of Chinese Wushu )
La Coltivazione Morale, il cosiddetto Wude, è un aspetto non considerato direttamente dal Professor Yan che è molto importante anche nel Meihuaquan, in qualsiasi ramo venga preso in esame. Essa è intesa come funzione essenziale per la crescita psicologica, comportamentale del discepolo e per la sua capacità di relazionarsi con gli altri esseri umani in maniera positiva, capacità che è alla base dell'armonia sociale.
L'Attacco e la Difesa sono stati indicati anche dal Professor Yan, e vengono appresi in modo originale in ogni sistema.
In  Essentials of Chinese Wushu  vengono distinti due ambiti relativi alla promozione della Salute dell'individuo, gli Effetti Curativi ed il Miglioramento della Salute, distinguendo in questo modo la funzione curativa da quella preventiva, però sempre in chiave di effetti sul praticante. Non c'è l'idea di preparare dei Guaritori, come abbiamo visto succedere in alcuni casi nel Meihuaquan nelle campagne, eredità delle antiche pratiche sciamaniche.
L'Effetto Artistico è un concetto interessante che concerne l'Estetica nella Filosofia Cinese. La produzione di movimenti belli ed eleganti può rientrare sia nel fatto che le arti marziali cinesi si sono sviluppati in parte dalle Danze Popolari dell'antichità (oltre che dall'imitazione dei movimenti di attacco e di difesa degli animali) sia perché vi è stata una fortissima influenza del Teatro Tradizionale Cinese.
L'Intelligenza viene favorita attraverso lo sviluppo del pensiero e del sistema nervoso, che il Wushu affianca alla pratica fisica.
In un discorso scientifico serio queste funzioni dovrebbero essere paragonate con quelle di altre pratiche "sportive", confrontando in un campione significativo i risultati concreti. Solo così si uscirà da un'ottica pubblicitaria basata su immagini accattivanti ed irrazionali, potendo seriamente scegliere una disciplina per il semplice fatto che ci piace oppure perché ci permette maggiori risultati rispetto ad un'altra.

## Meihuaquan ed altri stili
Numerosi altri stili di Wushu hanno nei propri programmi di insegnamento dei Taolu con questo nome, di cui è difficile capire il collegamento con lo stile di cui sopra: Shaolin Meihuaquan; Cailifo Xiao meihuaquan; Hongjia Meihuaquan; Hongdong Tongbei Meihuaquan; Qimen Meihuaquan; ecc.

### Shaolin Meihuaquan
Shaolin meihuaquan 少林梅花拳 è il nome di alcuni Taolu che vengono insegnati all'interno delle scuole Shaolin del Songshan. Queste forme vengono anche chiamate "Xiao meihuaquan" (piccolo pugilato del fiore di prugno) e "Da meihuaquan" (grande pugilato del fiore di prugno). Lo Xiao meihuaquan è anche detto "Shaolin ditang meihuaquan".
La leggenda vuole che a creare queste forme sia stato Jinnaluo Wang (紧那罗王).
Shi Yantong ha descritto in un articolo un'altra forma detta Shaolin Meihua Paoquan (少林梅花炮拳), di cui egli afferma che contiene 24 lu e che appartiene al sistema interno (neijia) di Shaolin.

#### Meihuaquan e Shaolin
In Italia, secondo almeno Il Kung Fu, il Meihuaquan sarebbe stato tramandato in epoca Ming da Bai Jindou che lo avrebbe appreso da un Monaco Shaolin.
Sebbene a livello storico ci sia chi ha confutato tale versione dei fatti, portando a suffragio una ricca documentazione, bisogna sottolineare che questo racconto riflette il dato che alcuni praticanti di Meihuaquan sono convinti che esso provenga dallo Shaolinquan.

### Il Meihuaquan del Cailifo (Choyleefut)

#### Lo Xiao Meihuaquan del Cailifo (Choyleefut)
Xiao meihuaquan 小梅花拳, Piccolo Pugilato del Fiore di Prugno, è il nome che hanno alcune forme di stili di arti marziali cinesi differenti. Una forma Shaolin Meihuaquan prende questo nome, ma la sequenza più conosciuta a livello mondiale è quella dello stile Cailifo 蔡李佛, di cui è un esercizio molto importante. La sequenza rispetta uno schema a croce come quello dei Pali del Fiore di Prugno (Meihuazhuang). Nella Plum Blossom International Federation questa sequenza è inserita nel secondo livello di apprendimento Intermedio corrispondente alla Frangia Verde nella cintura.

#### Il Da Meihuaquan del Cailifo (Choyleefut)
Doc-Fai Wong racconta che in origine le forme del Cailifo erano otto. Non esisteva il nome Meihuaquan (Mui Fa Kuen), che in origine si chiamava  pugilato del fiore nazionale (國花拳T, 国花拳S,  guóhuāquán P,  kuo hua ch'uan W) (in cantnese Gwok Fa Kuen). Esso venne rinominato Meihuaquan per ricordare la resistenza che il Fiore di Prugno rappresenta. Si usava anche l'abbreviazione Huaquan. Siccome in seguito fu inserito nel sistema lo Xiao Meihuaquan, questa forma prese il nome di Da Meihuaquan (Dai Mui Fa Kuen, Grande Pugilato del Fiore di Prugno) e Meihua Baguaquan (Mui Fa Bot Gwa Kuen, Pugilato del Fiore di Prugno e degli Otto Trigrammi).

#### Libri
Moltissimi sono i testi che si occupano di questa sequenza, tra essi ricordiamo:
- Wen Yaoqiang 温耀强, Cailifo Meihuaquan 蔡李佛梅花拳, Xiang Gang Yi Mei Tushu, 1984
- Liang Da 梁达, Chenshi Dichuan Cailifo Xiao Meihuaquan 陈氏嫡传蔡李佛小梅花拳, Lingnan Meishu Chubanshe 岭南美术出版社, 1996, ISBN 7-5362-1517-7/j
- Chen Yaojia 陈耀佳 e Lin Youbiao 林友标, Cailifo yu Xiao Meihuaquan 蔡李佛与小梅花拳, Guangdong Keji Chubanshe 广东科技出版社,2010, ISBN：9-78753-59519-1

### Hongjia Meihuaquan (Hunggar Mui Fa Kuen)
Hongjia Meihuaquan (洪家梅花拳, il pugilato del fiore di prugno della famiglia Hong) è una forma dello stile Hongjiaquan. Più conosciuto come Mui Fa Kuen, nella sua pronuncia Cantonese. Il nome completo è Shizi Meihuaquan (十字梅花拳, Pugilato del Fiore di Prugno a Croce, in Cantonese Sap Ji Mui Fa Kuen). È un Taolu di base che si sviluppa in quattro direzioni, seguendo uno schema di passi che è legato ai 5 punti dello schema più comune di Meihuazhuang (Pali del Fiore di Prugno). Essa allena le tecniche e le posizioni di base dello stile. Secondo il libro “Hung Gar Moi Fah” di Guidotti Luigi, questa forma sarebbe il frutto dell'unificazione di una serie di esercizi di base creati da Hong Xiguan, il fondatore dell'Hongjiaquan. Secondo alcuni questa forma venne introdotta nell'Hongjiaquan da Lin Shirong (林世榮, Lam Sai Wing), secondo altri essa venne codificata da un gruppo di maestri di Hongjiaquan, durante una riunione che si sarebbe tenuta nel 1950.
Altre fonti parlano di Huaquan (花拳) ed identificano questo Taolu con il Meihuaquan. Questa forma sarebbe stata tramandata nel Sud della Cina da Hu Huichan (胡惠乾), che era un discepolo laico di Shaolin ed era praticata eccellentemente da Lu Yacai (陸亞采, Luk Ah Choi) e Huang Qiying (黃麒英, Wong Kay Ying), famosi maestri di Hongjiaquan.

### Meihuaquan e Tongbeiquan
Non vi sono testimonianze di collegamenti tra questi due stili, però esistono forme dette Meihuaquan nel Tongbeiquan e viceversa, che però potrebbero anche essere di recente creazione.
L'Associazione di Tongbeiquan di Hong Kong (Xiang Gang Tongbeiquan Xiehui) in un'introduzione alle proprie attività afferma:
(Hong Kong Tongbei Wushu Association)
Una forma chiamata Meihua Tongbeiquan (梅花通背拳) è stata trasmessa nel 1930 dal maestro tredicesima generazione di Meihuaquan Ding Jinxi (丁金西), direttore del Guoshu Guan di Dingtao a Liu Hanjun (刘汉军). Questo Taolu era conosciuto anche da Li Jinxiang (李金祥), dell'Hebei, e dai maestri Gao Yuting (高玉亭) e Wang Peizeng (王培增) di Puyang nella provincia di Henan.

#### Hongdong Tongbei Meihuaquan
Tongbei meihuaquan 通背梅花拳 è il nome di un Taolu che viene insegnato all'interno della scuola Hongdong di Tongbeiquan. Questa è una forma di livello intermedio di Tongbeiquan con movimenti rapidi delle braccia e delle gambe. È anche chiamato Qichu (七杵, settimo pestello). Può essere praticato sia come esercizio a solo che come esercizio in coppia. I movimenti sono piccoli e veloci,

### Tanglangquan e Meihuaquan
Il Tanglangquan ha svariati collegamenti con il nome Meihuaquan. Uno dei rami principali dello stile è chiamato Meihua Tanglangquan ed un altro Taiji Meihua Tanglangquan; alcune forme sono dette Meihua ed in particolare una è chiamata Meihuaquan; le altre sono Meihualu (梅花路)
e Meihuashou (梅花手), tutte e tre insieme sono dette “3 mani fiorite”; Jiang Hualong (姜化龙), il fondatore del ramo Babu Tanglangquan, avrebbe praticato Meihuaquan prima di iniziare a studiare il pugilato della mantide religiosa.

#### Ziwu Tanglangquan e Ziwu Meihuaquan
Secondo quanto raccontò il maestro Shi Fengpo il Tanglangquan della sua famiglia proverrebbe dagli insegnamenti di Li Zhongxian 李忠贤, il quale aveva condensato in esso la quintessenza del Ziwu Meihuaquan dello Shanxi 山西子午梅花拳 e del Tanglangquan. Li Zhongxian sarebbe stato tredicesima generazione di questo stile di Meihuaquan e sarebbe stato un insegnante laico presso il tempio Tielinsi 铁林寺 sul Wutaishan 五台山.

#### Ziwumen e Meihuaquan
Zhào Yòushēng 赵幼生 descrive uno stile che si chiama Scuola dei Meridiani (子午門T, 子午门S,  zǐwǔmén P,  T'zu wu men W che ha tra le proprie sequenze (Taolu) il pugilato dei Meridiani del Fiore di Prugno梅花子午拳T, 梅花子午拳S,  méihuā zǐwǔquán P,  mei hua t'zu wu ch'uan W. Questo stile è diffuso nell'area di Chongqing.

### Il Meihuaquan nel Chaquan
Nel Chaquan esiste un Taolu che si chiama Meihuaquan e che è la Settima Via del Chaquan (七路查拳S,  qīlù cháquánP, ch'i lu ch'a ch’uanW).

### Meihuaquan e Liuhequan
Come in tanti altri stili, anche nel Liuhequan esiste un Taolu dal nome Meihuaquan (Qianhou Meihuaquan, 前后梅花拳).
Nel Liuhequan di Potoushi (泊头市), località dell'area amministrativa di Cangzhou in Hebei, viene praticato un Taolu che si chiama Xingmen Bashi Meihuaquan 行门八式梅花拳.
Nel libro Liuhequan 六合拳 viene descritto un metodo di lavoro detto Meihuabu (梅花步, passi del fiore di prugno).

### Meihuaquan nel Qimen
La Scuola Qi (亓门S,  qíménP, ch'i menW) è uno stile di Pugilato del Tangshan in Hebei, tramandato da un capo gruppo degli Yihetuan, tale Zhao Mingshan (赵明山), alla fine dell'epoca della dinastia Qing. Questa scuola viene tramandata oggi insieme ad una scuola di Liuhequan. Lo stile Qimen contiene una forma detta Meihuaquan che è un metodo di pugilato di preparazione all'ingresso nella scuola. Insegna le seguenti tecniche fondamentali di utilizzo delle mani: Mani che Catturano (捊手S,  fushǒuP); Mani che spalmano (抹手S,  mǒshǒuP); Mani astute (刁手S,  diāoshǒuP); Mani che avvolgono (缠手S,  chánshǒuP). Questi alcune tecniche fondamentali di gamba contenute in questa forma: Gamba lanciata a freccia (箭弹腿S,  jiàntántuǐP); Gamba con il piede piatto (扁踹腿S,  biǎnchuàituǐP); Gamba incrociata (十字腿S,  shízìtuǐP).

### Emei Zhaomen Meihuaquan
Anche nella Scuola Zhaomen ( Scuola ZhaoT, 赵门S,  ZhàoménP), uno degli stili principali dell'Emeipai, c'è una forma che si chiama Meihuaquan. Questo è un Taolu tradizionale di questo stile. Coordina mani e piedi ed armonizza il metodo delle torsioni del corpo (Shenfa, 身法) con i cambiamenti delle tecniche dei passi (Bufa, 步法). In questo stile esiste anche una forma che si chiama Meihuazhou (梅花肘, Gomiti del Fiore di Prugno).

### Bamenquan e Meihua Danquan
Lo stile Bamenquan possiede una forma che si chiama Meihua Danquan (梅花单拳).

### Piguaquan e Meihuaquan
Secondo ciò che testimonia Che Xingchen, il vecchio nome del Piguaquan nel distretto di Cangxian (沧县), era Meihua Changquan (梅花长拳).

### Il Meihuapao del Guandongquan
L'articolo Cangzhou Chuantong Mingquan - Guandongquan Gailun presenta uno stile che viene praticato nell'area di Cangzhou, cioè il Guandongquan (关东拳, pugilato del nord est). Tra i Taolu che troviamo nell'elenco intitolato Quanxie Gongfa (拳械功法, apparato dei pugilati del Metodo di lavoro) viene inserito il Meihua Paoquan (梅花炮拳).

### Baimeiquan e Qidian Meihuaquan
Nello stile Baimeiquan troviamo una sequenza che si chiama Qidian Meihuaquan (Fiore di Prugno dei Sette Punti ( chi tian mei hua?T, 七点梅花S,  qīdiǎnméihuā?P))

### Due Forme della Scuola Tianshanpai
La Tianshanpai presenta due sequenze, rispettivamente alla Cintura Verde ed a quella Porpora, riconducibili al nome Fiore di prugno, cioè il Meihuaquan ed i Meihua Lianhuantui (梅花連環腿).

### Changsuijian.Meihuaquan
Il libro Changsuijian.Meihuaquan长穗剑·梅花拳 descrive una sequenza di Meihuaquan legata alla nota campionessa Li Xia 李霞. Questa forma si compone di 63 figure. Il libro purtroppo non ne spiega l'origine.

### Il Meihuaquan del Tempio Kaiyuan
Durante la dinastia Qing nel Tempio Kaiyuansi (开元寺) della città di Zhangzhou 漳州 in Fujian, Huizhao 慧照, un monaco di quarantatreesima generazione, insegnò un pugilato che prese il nome dal tempio, cioè il Kaiyuanquan 开元拳, ed una delle sequenze è chiamata Sanduan Meihuaquan 三段梅花拳.

### Meihuaquan ed Hequan
Il libro Hequan riporta tra le forme praticate in seno allo Zonghequan 宗鹤拳 (una delle ramificazioni del Hequan) una dal nome Wu Meihua (五梅花), che segue il modello detto Meihuaxing 梅花形, cioè a forma di Meihua. Il passo fondamentale del Hequan detto Sanjiaobu (三角步, passo a triangolo) ricorda molto il metodo Xiao Bafangbu che viene fatto su tre punti.
Chen Jian riferisce che Guo Aimin (郭爱民) dopo aver imparato vari stili tra cui il Meihuaquan, ha appreso lo Shihequan 食鹤拳 da Liu Jinming (刘金明). Tra i fondamentali del Pugilato della Gru che Mangia appresi da Guo Aimin c'è una Tecnica di Passi che è chiamata Sandian Wu meihua (三点五梅花, Cinque Fiori di Prugno e Tre Punti). La stessa tecnica fondamentale è attribuita da Wu Bin, Li Xingdong e Yu Gongbao, al Feihequan: esso è incentrato sull'attacco con una sola mano e sui tre punti, i cinque fiori di prugno con cui è stabile. Qualcuno, sempre a proposito del Feihequan, afferma che questo stile usa i Meihuazhuang come allenamento delle tecniche di spostamento.
Un altro collegamento è Tong Jinlong (童金龍), il maestro che a Taiwan tramandava il Meihuajiao e che è anche famoso come maestro di Zonghequan (蹤鶴拳). Nel suo curriculum di Meihuajiao c'è una forma detta Meihe Shenquan (梅鶴神拳).

### Longxingquan Meihuaquan
Zhang Guotai inserisce in un elenco di sequenze del Longxingquan una forma chiamata Meihuaquan.

### Yingzhaoquan Meihuaquan
L'articolo Yingzhao Fanzimen Quanshu riferisce che lo stile Yingzhaoquan possiede una sequenza detta Meihuaquan

### Meihuaquan e Changjiaquan
Yan Zijie spiega che da un confronto tra Meiquan Mipu (梅拳秘谱) e Changshi Wuji Shu (苌氏武技书) sono stati trovati molti punti in comune. Il primo libro citato è un testo del Meihuaquan, mentre il secondo è un trattato scritto da Chang Naizhou sullo stile da lui creato, cioè il Changjiaquan.

### Una Sequenza di Yuejiaquan
In una descrizione dello stile Yuejiaquan si racconta che esso possiede 10 sequenze di cui la seconda si chiama Meihua 梅花.

### Huzhao Meihuaquan del Fojiaquan
Da un articolo che descrive gli stili di pugilato del Guangdong sappiamo che il programma di insegnamento del Fojiaquan prevede una forma detta Huzhao Meihuaquan 虎爪梅花拳.

### Yang Luchan
Zhāng Yìshàng racconta che il fondatore del Taijiquan stile Yang, Yang Luchan, prima di recarsi a Chenjiagou, avrebbe studiato il Meihuaquan.

### Tiangangmen e Meihuaquan
Zhōu Zhēnshēng 周真生 riferisce che la Scuola del Grande Carro (Tiāngāngmén天罡门) è stato insegnato a Yáng Déyǒu 杨德友 (1915-) da Páng Sōngnián 庞松年 （nome originario Páng Niánzǔ 庞年祖） un maestro itinerante, capo della scuola Tiāngāng ed erede della Scuola di pugilato del Fiore di Prugno (méihuāquán 梅花拳).
Páng Sōngnián aveva partecipato alla Rivolta dei Boxer.

### Video
- Weng Zhengmao pratica Meihuaquan (WMV), su longzhao.net. URL consultato il 18 agosto 2008 (archiviato dall'url originale l'11 ottobre 2007).
- Weng Zhengmao pratica Meihuaquan (WMV), su longzhao.net. URL consultato il 18 agosto 2008 (archiviato dall'url originale l'11 ottobre 2007).
- Weng Zhengmao pratica Meihuaquan (WMV), su longzhao.net. URL consultato il 18 agosto 2008 (archiviato dall'url originale l'11 ottobre 2007).
- video in cui Shi Guosong dimostra Xiao meihuaquan o Shaolin ditang meihuaquan, su youtube.com.
- disegni di Shaolin Da meihuaquan pdf (PDF), su kwoon1.free.fr. URL consultato il 20 agosto 2008 (archiviato dall'url originale l'8 febbraio 2005).
- sito legato ai monaci Shaolin del Songshan, su shaolin.cn.com. URL consultato il 20 agosto 2008 (archiviato dall'url originale il 1º ottobre 2008).